# 陸上自衛隊の独立特科大隊等一覧
陸上自衛隊の独立特科大隊等一覧（りくじょうじえいたいのどくりつとっかだいたいとういちらん）では、陸上自衛隊においてこれまでに編成された独立特科大隊（師（旅）団に属さない、百の位が1もしくは３で始まる野戦特科・高射特科部隊）およびその他の特科部隊等について列挙する。
独立特科大隊の任務については「砲兵#野戦特科部隊の運用」を参照。また、野戦特科職種の独立部隊の一つである地対艦ミサイル中隊については「独立地対艦ミサイル中隊の一覧」を参照。

## 独立特科大隊
独立特科大隊（どくりつとっかだいたい）は、師団・旅団の装備する火砲よりも重火力の多連装ロケットシステムをもって方面全般の火力支援を担う射撃大隊であり、必要に応じ、師団旅団の特科（連）隊、戦闘団を増強する予備戦力として運用する。独立特科大隊は203mm自走りゅう弾砲等の重砲や高射火器を装備する大隊を含めて33個大隊が日本各地で編成されたが、上級部隊の組織改編、新装備品の導入による改編等により逐次に廃止、新編が行われ、令和7年2月現在は、多連装ロケットシステムを装備した第1特科団第1特科群隷下の2個大隊および、第2特科団隷下の1個中隊のみとなっている。
地対空誘導弾等を装備した独立特科大隊等については「陸上自衛隊の独立高射大隊等一覧」を参照。

### 独立特科大隊等の一覧
- 第129特科大隊（北千歳駐屯地）第1特科群：多連装ロケットシステム装備。
- 第131特科大隊（上富良野駐屯地）第1特科群：多連装ロケットシステム装備。
- 第301多連装ロケット中隊（湯布院駐屯地）第2特科団：多連装ロケットシステム装備。

独立特科大隊等の配置
北海道
- 北部方面隊
  - 第1特科団
    - 第1特科群
      - 第129特科大隊（北千歳駐屯地）
      - 第131特科大隊（上富良野駐屯地）

大分県
- 西部方面隊
  - 第2特科団
    - 第301多連装ロケット中隊（湯布院駐屯地）

### 廃止された独立特科大隊の一覧

#### 野戦特科大隊
- 第101特科大隊（美幌駐屯地）第1特科群：203mm自走りゅう弾砲装備。2023年（令和5年）3月15日廃止[2]。
- 第102特科大隊（北千歳駐屯地）第1特科群：203mm自走りゅう弾砲装備。2023年（令和05年）3月15日廃止[2]。
- 第103特科大隊（北千歳駐屯地）第1特科群：203mm自走りゅう弾砲装備。2011年（平成23年）4月22日廃止。
- 第104特科大隊（上富良野駐屯地）第4特科群：203mm自走りゅう弾砲装備。2024年（令和06年）3月20日廃止。
- 第105特科大隊（美幌駐屯地）第4特科群：107ｍｍ迫撃砲装備。1969年（昭和44年）3月25日廃止。
- 第108特科大隊（富士駐屯地）：1961年（昭和36年）8月16日廃止。特科教導隊に改編。
- 第109特科大隊（仙台駐屯地）第2特科群：155mm加農砲装備。1998年（平成10年）3月26日廃止。
- 第110特科大隊（仙台駐屯地）第2特科群：203mm自走榴弾砲装備。2007年（平成19年）3月29日廃止。
- 第111特科大隊（湯布院駐屯地）第3特科群：203mm榴弾砲M2装備。1996年（平成8年）3月28日廃止。第128特科大隊に改編。
- 第112特科大隊（湯布院駐屯地）西部方面特科隊：203mm自走榴弾砲装備。2018年（平成30年）3月27日廃止。水陸機動団特科大隊に改編。
- 第113特科大隊（真駒内駐屯地）第4特科群：1961年（昭和36年）2月28日廃止。
- 第114特科大隊（飯塚駐屯地）第3特科群：M2 107mm迫撃砲装備。1971年（昭和46年）3月25日廃止。
- 第117特科大隊（上富良野駐屯地）第4特科群：74式自走105mmりゅう弾砲装備。2000年（平成12年）3月28日廃止。第131特科大隊に改編。
- 第120特科大隊（上富良野駐屯地）第4特科群：203mm自走榴弾砲装備。2017年（平成29年）3月26日廃止。
- 第125特科大隊（北千歳駐屯地）第1特科団：67式30型ロケット弾発射機装備。1992年（平成4年）3月26日廃止。
- 第126特科大隊（美唄駐屯地）第1特科団：67式30型ロケット弾発射機装備。1993年（平成5年）3月29日廃止。
- 第127特科大隊（北千歳駐屯地）第1特科群：75式130mm自走多連装ロケット弾発射機装備。1996年（平成8年）3月28日廃止。
- 第128特科大隊（湯布院駐屯地）第3特科群：75式130mm自走多連装ロケット弾発射機装備。2002年（平成14年）3月26日廃止。
- 第130特科大隊（仙台駐屯地）東北方面特科隊：多連装ロケットシステム装備。2019年（平成31年）3月26日廃止。
- 第132特科大隊（湯布院駐屯地）西部方面特科隊：多連装ロケットシステム装備。2023年（令和5年）3月16日廃止。第301多連装ロケット中隊(二代目)に縮小改編[3][4]。
- 第133特科大隊（真駒内駐屯地）第1特科群：多連装ロケットシステム装備。2019年（平成31年）3月26日廃止。

#### 高射特科大隊
- 第106特科大隊（真駒内駐屯地）第1高射特科群：40mm高射機関砲装備。1959年（昭和34年）3月11日廃止。
- 第107特科大隊（朝霞駐屯地）第1管区隊：90mm高射砲装備。廃止日不明。
- 第115特科大隊（下志津駐屯地）第2高射特科群：40mm高射機関砲装備。1959年（昭和34年）3月21日廃止。
- 第116特科大隊（飯塚駐屯地）第1高射特科群：M2 90mm高射砲装備。1971年（昭和46年）3月25日廃止。第3高射特科群に改編。
- 第118特科大隊（東千歳駐屯地）第1高射特科群：M1 90mm高射砲装備。1972年（昭和47年）3月23日廃止。
- 第119特科大隊（下志津駐屯地）陸上自衛隊高射学校：M1 90mm高射砲装備。1969年（昭和44年）2月28日廃止。
- 第121特科大隊（東千歳駐屯地）第1高射特科群：M51 75mm高射砲装備。1965年（昭和40年）1月20日廃止。
- 第122特科大隊（八戸駐屯地）：M51 75mm高射砲装備。1973年（昭和48年）3月26日廃止。第5高射特科群に改編。
- 第123特科大隊（下志津駐屯地）陸上自衛隊高射学校：M51 75mm高射砲装備。1970年（昭和45年）8月5日廃止。
- 第124特科大隊（朝霞駐屯地）東部方面隊：M51 75mm高射砲装備。1972年（昭和47年）7月31日廃止。第6高射特科群に改編。

### 独立特科大隊の沿革
保安隊
- 1952年（昭和27年）
  - 10月15日：

  1. 北部方面特科団本部が習志野駐屯地において編成完結。
  2. 北部方面特科団本部中隊が宇都宮駐屯地に新編。
  3. 独立第1特科群が習志野駐屯地に新編。

  - 11月22日：部隊新編。

  1. 独立第16特科大隊が函館駐屯地において編成完結。
  2. 独立第32特科大隊が針尾駐屯地において編成完結。
  3. 独立第46特科大隊が高田駐屯地において編成完結。
  4. 独立第61特科大隊が高田駐屯地において編成完結し、北部方面特科団に編合。
  5. 独立第71特科大隊が函館駐屯地において編成完結。
  6. 独立第81特科大隊が針尾駐屯地において編成完結。

  - 12月10日：北部方面特科団本部が習志野駐屯地から、北部方面特科団本部中隊が宇都宮駐屯地から札幌駐屯地へ移駐。北部方面隊に隷属。
  - 12月12日：

  1. 独立第31特科大隊が信太山駐屯地において編成完結。
  2. 独立第47特科大隊が姫路駐屯地において編成完結。その後、函館駐屯地へ移駐。

  - 12月15日：独立第1特科群本部および独立第1特科群本部中隊が習志野駐屯地から千歳駐屯地へ移駐。
- 1953年（昭和28年）
  - 1月14日：独立第16特科大隊が函館駐屯地から千歳駐屯地へ移駐。
  - 1月18日：独立第71特科大隊が函館駐屯地から千歳駐屯地へ移駐。
  - 1月22日：独立第46特科大隊が高田駐屯地から千歳駐屯地へ移駐。
  - 2月26日：独立第31特科大隊が信太山駐屯地から千歳駐屯地へ移駐。
  - 4月1日：独立第61特科大隊が高田駐屯地から札幌駐屯地へ移駐。
  - 10月15日：独立第32特科大隊が針尾駐屯地から郡山駐屯地へ移駐。
  - 11月20日：独立第81特科大隊が針尾駐屯地から浜松駐屯地へ移駐。
- 1954年（昭和29年）
  - 6月10日：第61連隊第3大隊（第9中隊欠）が宇都宮駐屯地から富士駐屯地へ移駐。

陸上自衛隊
- 1954年（昭和29年）
  - 6月10日：第61連隊第3大隊（第9中隊欠）が宇都宮駐屯地から富士駐屯地に移駐。
  - 7月1日：

  1. 北部方面特科団（札幌駐屯地）を第1特科団に称号変更。
  2. 独立第1特科群（千歳駐屯地）が第1特科群に称号変更。
  3. 独立第31特科大隊（千歳駐屯地）が第101特科大隊に称号変更。
  4. 独立第16特科大隊（千歳駐屯地）が第102特科大隊に称号変更。
  5. 独立第46特科大隊（千歳駐屯地）が第103特科大隊に称号変更。
  6. 独立第71特科大隊（千歳駐屯地）が第104特科大隊に称号変更。
  7. 独立第61特科大隊（千歳駐屯地）が第105特科大隊に称号変更。
  8. 独立第47特科大隊（函館駐屯地）が第106特科大隊に称号変更。
  9. 第113特科大隊が札幌駐屯地に新編。
  10. 第61連隊第3大隊（富士駐屯地）が第1特科連隊第3特科大隊に称号変更。

  - 8月20日：第107特科大隊（習志野駐屯地）および第115特科大隊を陸上自衛隊高射学校に編合。
  - 8月25日：千歳駐屯地が北千歳駐屯地に改称。
  - 9月15日：第1特科連隊第3大隊第9中隊が習志野駐屯地から富士駐屯地へ移駐。
  - 9月20日：第105特科大隊が札幌駐屯地から東千歳駐屯地へ移駐。
  - 9月25日：

  1. 第2特科群本部が富士駐屯地に新編。
  2. 第3特科群本部が久留米駐屯地に新編
  3. 第106特科大隊（函館駐屯地：40mm高射機関砲 ）を第1高射特科群に編合。
  4. 第1特科連隊第3大隊（富士駐屯地）を廃止・改編し、第108特科大隊が富士駐屯地に新編。
  5. 第110特科大隊が姫路駐屯地に新編され、第2特科群に編合。
  6. 第111特科大隊が久留米駐屯地に新編され、第3特科群に編合。
  7. 第112特科大隊が久留米駐屯地に新編され、第3特科群に編合。
  8. 第116特科大隊が浜松駐屯地に新編され、第1高射特科群に編合。
  9. 独立第32特科大隊を母体に第6特科連隊（連隊本部、第3特科大隊、第4特科大隊）が郡山駐屯地に新編。

  - 10月5日：第109特科大隊（155mm加農砲装備）が宇都宮駐屯地に新編。
  - 10月15日：第114特科大隊（107mm迫撃砲装備）が針尾駐屯地に新編され、第3特科群に編合。
  - 10月16日：

  1. 第3特科群本部が久留米駐屯地から前川原駐屯地へ移駐。
  2. 第111特科大隊が久留米駐屯地から前川原駐屯地へ移駐。
  3. 第112特科大隊が久留米駐屯地から前川原駐屯地へ移駐。

  - 10月20日：第116特科大隊が浜松駐屯地から東千歳駐屯地へ移駐。
  - 12月15日：第106特科大隊が函館駐屯地から東千歳駐屯地へ移駐。

- 1955年（昭和30年）11月10日：第106特科大隊が東千歳駐屯地から真駒内駐屯地へ移駐。
- 1956年（昭和31年）
  - 1月15日：

  1. 第4特科群本部が東千歳駐屯地に新編し、第1特科団に編合。
  2. 第105特科大隊（札幌駐屯地）が第４特科群に編合。
  3. 1月15日（10日）：第107特科大隊が習志野駐屯地から横浜駐屯地へ移駐し、第1管区隊隷下に編合。本部中隊が北軽井沢に、90mm高射砲を装備した第1中隊（子安台分屯地）、第2中隊（岸根町分屯地）、第3中隊（岡村町分屯地）、第4中隊（花見台分屯地）が各分屯地に配置。
  4. 第113特科大隊を第4特科群に編合。
  5. 第117特科大隊が東千歳駐屯地に新編。

  - 1月25日：

  1. 陸上自衛隊高射学校の隷下部隊の第115特科大隊（下志津駐屯地：40mm高射機関砲）を第2高射特科群に編合。
  2. 第116特科大隊（東千歳駐屯地）を母体に第118特科大隊が東千歳駐屯地において編成完結。
  3. 第119特科大隊（下志津駐屯地）が第2高射特科群に編合。

- 1957年（昭和32年）
  - 3月25日：第112特科大隊が前川原駐屯地から久留米駐屯地へ移駐。
  - 9月5日：第114特科大隊が針尾駐屯地から玖珠駐屯地へ移駐。
  - 12月14日：

  1. 第3特科群本部が前川原駐屯地から旧別府駐屯地へ移駐。
  2. 第111特科大隊が前川原駐屯地から旧別府駐屯地へ移駐。
  3. 第112特科大隊が久留米駐屯地から旧別府駐屯地へ移駐。
- 1958年（昭和33年）
  - 3月25日：

  1. 第2特科群本部が富士駐屯地から南仙台駐屯地へ移駐。
  2. 第109特科大隊が宇都宮駐屯地から南仙台駐屯地へ移駐。
  3. 第110特科大隊が姫路駐屯地から南仙台駐屯地へ移駐。

  - 6月17日：第120特科大隊が東千歳駐屯地に新編。
- 1959年（昭和34年）
  - 3月11日：第106特科大隊（真駒内駐屯地）が廃止。
  - 3月12日：

  1. 第121特科大隊（75mm高射砲M51（Skysweeper）装備）が真駒内駐屯地において編成完結。
  2. 第122特科大隊（75mm高射砲M51（Skysweeper）装備）が真駒内駐屯地において編成完結。

  - 3月30日：第122特科大隊が八戸駐屯地へ移駐し、第9混成団に編合。
  - 3月21日：第115特科大隊（下志津駐屯地：40mm高射機関砲）が、75mm高射砲M51（Skysweeper）を装備する第123特科大隊、第124特科大隊に改編。
  - 8月20日：

  1. 第113特科大隊が東千歳駐屯地から真駒内駐屯地へ移駐。
  2. 第121特科大隊が真駒内駐屯地から東千歳駐屯地へ移駐。
- 1960年 （昭和35年）
  - 8月12日：南仙台駐屯地と北仙台駐屯地が合併し、仙台駐屯地が発足。
  - 11月10日：第124特科大隊が下志津駐屯地から朝霞駐屯地へ移駐し、東部方面隊に隷属。

- 1961年（昭和36年）
  - 2月28日：第113特科大隊（真駒内駐屯地）が廃止。
  - 8月17日：第108特科大隊 （富士駐屯地）が特科教導隊に改編され富士教導隊に隷属。
  - 12月4日：第104特科大隊が北千歳駐屯地から上富良野駐屯地に移駐し、第4特科群に編合。

- 1962年（昭和37年）
  - 3月31日：

  1. 第117特科大隊が東千歳駐屯地から上富良野駐屯地へ移駐。
  2. 第120特科大隊が東千歳駐屯地から上富良野駐屯地へ移駐。

  - 7月10日：第105特科大隊が東千歳駐屯地から美幌駐屯地へ移駐。
  - 8月25日：第101特科大隊が北千歳駐屯地から滝川駐屯地へ移駐。

- 1964年（昭和39年）3月24日：第118特科大隊第4射撃中隊が静内分屯地へ移駐。
- 1965年（昭和40年）1月20日：第121特科大隊（東千歳駐屯地）が廃止。
- 1966年（昭和41年）
  - 2月21日：第114特科大隊が玖珠駐屯地から飯塚駐屯地へ移駐。
  - 3月9日：第111特科大隊が旧別府駐屯地から湯布院駐屯地へ移駐。
  - 3月29日：第107特科大隊が横浜駐屯地から朝霞駐屯地へ移駐し、横浜駐屯地子安台、岸根町、岡村町、花見台の各分屯地および市ヶ谷駐屯地桜木町分屯地が廃止。
  - 8月3日：

  1. 第2高射特科群隷下の第119特科大隊（下志津駐屯地）が陸上自衛隊高射学校に編合。
  2. 第2高射特科群が東部方面隊隷下に編成替え。同群隷下の第119特科大隊、第123特科大隊および長官直轄部隊の第1ロケット実験訓練隊を隷下に編合。

- 1969年（昭和44年）
  - 2月28日：第119特科大隊（下志津駐屯地）が廃止。
  - 3月1日：廃止した第119特科大隊および第123特科大隊の一部を改編して高射教導隊（2個大隊基幹）に改編。
  - 3月22日：第101特科大隊が滝川駐屯地から美幌駐屯地へ移駐。
  - 3月25日：

  1. 第105特科大隊（美幌駐屯地）が廃止。
  2. 第125特科大隊（67式30型ロケット弾発射機を装備）が北千歳駐屯地において編成完結。第1特科団に編合。

  - 8月5日：第116特科大隊が東千歳駐屯地から飯塚駐屯地へ移駐。
- 1970年（昭和45年）8月5日：第123特科大隊（下志津駐屯地）を廃止・改編し、地対空誘導弾ホーク部隊として第309高射中隊、第310高射中隊を下志津駐屯地に新編。高射教導隊第2大隊に編合。
- 1971年（昭和46年）3月25日：

1. 第114特科大隊（飯塚駐屯地）が廃止（人員等は第126特科大隊へ移管）。
2. 第116特科大隊（飯塚駐屯地）を廃止・改編し、第3高射特科群が飯塚駐屯地に新編。
3. 第118特科大隊（東千歳駐屯地）が第1特科団直轄部隊として編合。
4. 第124特科大隊（朝霞駐屯地）を第2高射特科群隷下から東部方面隊に直轄部隊として編合。
5. 第126特科大隊（67式30型ロケット弾発射機装備）が東千歳駐屯地において編成完結。第1特科団に編合。

- 1972年（昭和47年）
  - 3月23日：第118特科大隊（東千歳駐屯地）が廃止。
  - 7月31日：第124特科大隊（朝霞駐屯地）が廃止。
  - 8月1日：第124特科大隊（朝霞駐屯地）を母体として第6高射特科群を朝霞駐屯地に新編。
- 1973年（昭和48年）3月27日：第122特科大隊（八戸駐屯地）を母体として第5高射特科群が八戸駐屯地において編成完結。
- 1977年（昭和52年）4月28日：

1. 第3特科群本部が旧別府駐屯地から湯布院駐屯地へ移駐。
2. 第112特科大隊が旧別府駐屯地から湯布院駐屯地へ移駐。

- 1978年（昭和53年）3月25日：第126特科大隊が東千歳駐屯地から美唄駐屯地へ移駐。
- 1979年（昭和54年）3月26日：第117特科大隊の装備を74式自走105mmりゅう弾砲に更新。
- 1985年（昭和60年）3月20日：

1. 第101特科大隊の装備を203mm自走榴弾砲に更新。
2. 第120特科大隊の装備が203mm自走榴弾砲に更新。

- 1987年（昭和62年）3月26日：第103特科大隊の装備を203mm自走榴弾砲に更新。
- 1988年（昭和63年）3月25日：第104特科大隊の装備を203mm自走榴弾砲に更新。
- 1989年（平成元年）3月24日：第102特科大隊の装備を203mm自走榴弾砲に更新。
- 1992年（平成4年）
  - 3月26日：第125特科大隊（北千歳駐屯地）を廃止・改編し、第1地対艦ミサイル連隊を北千歳駐屯地に新編。
  - 3月27日～29日：第112特科大隊の装備を203mm自走榴弾砲に更新。
- 1993年（平成5年）3月29日：第126特科大隊（美唄駐屯地）を廃止・改編し、第2地対艦ミサイル連隊を美唄駐屯地に新編。
- 1995年（平成7年）3月28日：２個独立多連装ロケット中隊が1個大隊に統合され、第127特科大隊（75式130mm自走多連装ロケット弾発射機装備）が北千歳駐屯地に新編。
- 1996年（平成8年）3月29日：

1. 第111特科大隊（湯布院駐屯地）を廃止・改編し、第128特科大隊（75式130mm自走多連装ロケット弾発射機装備）が湯布院駐屯地に新編。
2. 第127特科大隊（北千歳駐屯地）を廃止・改編し、第129特科大隊（多連装ロケットシステム装備）が北千歳駐屯地に新編。

- 1998年（平成10年）3月26日：第109特科大隊（仙台駐屯地：155mm加農砲装備）を廃止・改編し、第130特科大隊（多連装ロケットシステム装備）が仙台駐屯地に新編。
- 2000年（平成12年）3月28日：第117特科大隊（上富良野駐屯地：74式自走105mmりゅう弾砲）を廃止・改編し、第131特科大隊（多連装ロケットシステム装備）を上富良野駐屯地に新編。

- 2002年（平成14年）
  - 3月26日：第128特科大隊（湯布院駐屯地）を廃止・改編し、第132特科大隊が湯布院駐屯地に新編。
  - 3月27日：第132特科大隊（多連装ロケットシステム装備）をが湯布院駐屯地に新編。
- 2003年（平成15年）3月27日：第3特科群（湯布院駐屯地）を廃止・改編し、西部方面特科隊が湯布院駐屯地に新編。
- 2004年（平成16年）3月29日：第133特科大隊（多連装ロケットシステム装備）が真駒内駐屯地に新編。
- 2007年（平成19年）3月29日：第110特科大隊（仙台駐屯地）が廃止。
- 2010年（平成22年）3月26日：第2特科群（仙台駐屯地）を廃止・改編し、東北方面特科隊が仙台駐屯地に新編。
- 2011年（平成23年）4月22日：第103特科大隊（北千歳駐屯地）を廃止し、装備する203mm自走榴弾砲を用途廃止[5]。

- 2017年（平成29年）3月26日：

1. 第120特科大隊（上富良野駐屯地）を廃止し、装備する203mm自走榴弾砲を用途廃止。
2. 第112特科大隊（湯布院駐屯地）に120mm迫撃砲 RTを配備。

- 2018年（平成30年）3月27日：第112特科大隊（湯布院駐屯地）を廃止し、装備する203mm自走榴弾砲を用途廃止（水陸機動団特科大隊として改編し、水陸機動団に編合）。
- 2019年（平成31年）3月26日：

1. 第130特科大隊（仙台駐屯地）を廃止し、装備する多連装ロケットシステムを用途廃止。
2. 第133特科大隊（真駒内駐屯地）を廃止し、装備する多連装ロケットシステムを用途廃止。

- 2023年（令和5年）3月16日：

1. 第101特科大隊（美幌駐屯地）を廃止し、装備する203mm自走榴弾砲を用途廃止。
2. 第102特科大隊（北千歳駐屯地）を廃止し、装備する203mm自走榴弾砲を用途廃止。
3. 第132特科大隊（湯布院駐屯地）を廃止・改編し、第301多連装ロケット中隊が湯布院駐屯地に新編。[4]。

- 2024年（令和6年）
  - 3月20日：

  1. 第4特科群（上富良野駐屯地）が廃止。
  2. 第104特科大隊（上富良野駐屯地）を廃止し、装備する203mm自走榴弾砲を用途廃止。
  3. 東北方面特科隊（仙台駐屯地）が廃止。

  - 3月21日：

  1. 第131特科大隊（上富良野駐屯地）を第1特科群に編合。
  2. 西部方面特科隊（湯布院駐屯地）を廃止・改組し、第2特科団が湯布院駐屯地に新編。

### 独立特科大隊の概要

#### 第101特科大隊～第105特科大隊（203mm自走榴弾砲装備大隊）
第101特科大隊（だいいちまるいちとっかだいたい、だいひゃくいちとっかだいたい）は、陸上自衛隊美幌駐屯地に駐屯していた第1特科群隷下の203mm自走榴弾砲を装備する野戦特科部隊で2023年（令和5年）3月15日に廃止された。
- 改編部隊：独立第31特科大隊
- 創設　　：1954年（昭和29年）7月1日
- 編成地　：千歳駐屯地

- 部隊長　：2等陸佐
- 隊旗　　：濃黄の大隊旗
  - 各中隊：濃黄の中隊旗（乙）
- 編成
  - 第101特科大隊本部
  - 本部管理中隊「101特-本」
  - 第1射撃中隊「101特-1」
  - 第2射撃中隊「101特-2」
  - 第3射撃中隊「101特-3」

- 主要装備：

1. 155mm榴弾砲M1：1954年（昭和29年）7月1日から
2. 203mm自走榴弾砲、87式砲側弾薬車：1985年（昭和60年）3月20日から

- 駐屯地　：

1. 千歳駐屯地：1954年（昭和29年）7月1日から1954年（昭和29年）8月24日（駐屯地名の改称）の間。
2. 北千歳駐屯地：1954年（昭和29年）8月25日から1962年（昭和37年）8月24日の間。
3. 滝川駐屯地：1962年（昭和37年）8月25日から1969年（昭和44年）3月21日の間。
4. 美幌駐屯地：1969年（昭和44年）3月22日から2023年（令和5年）3月15日の間。

- 上級部隊：第1特科群（1954年（昭和29年）7月1日編合）
- 廃止　　：2023年（令和5年）3月15日
- 廃止地　：美幌駐屯地
- 後継部隊：第6即応機動連隊の火力支援中隊等
- 備考：頭号部隊。

第102特科大隊（廃）
第102特科大隊（だいいちまるにとっかだいたい、だいひゃくにとっかだいたい）は、陸上自衛隊北千歳駐屯地に駐屯していた第1特科群隷下の203mm自走榴弾砲を装備する野戦特科部隊で2023年（令和5年）3月15日に廃止された。
- 改編部隊：独立第16特科大隊
- 創設　　：1954年（昭和29年）7月1日
- 編成地　：千歳駐屯地
- 部隊長　：2等陸佐
- 隊旗　　：濃黄の大隊旗
  - 各中隊：濃黄の中隊旗（乙）

- 編成
  - 第102特科大隊本部
  - 本部管理中隊「102特-本」
  - 第1射撃中隊「102特-1」
  - 第2射撃中隊「102特-2」
  - 第3射撃中隊「102特-3」
- 主要装備：

1. 155mm加農砲M2：1954年（昭和29年）7月1日から、73式牽引車
2. 203mm自走榴弾砲（1989年（平成元年）3月24日から2023年（令和5年）3月15日の間。）、87式砲側弾薬車

- 駐屯地　：

1. 千歳駐屯地：1954年（昭和29年）7月1日（新編）から1954年（昭和29年）8月24日（駐屯地名の改称）の間。
2. 北千歳駐屯地：1954年（昭和29年）8月25日（駐屯地名の改称）から2023年（令和5年）3月15日の間。

- 上級部隊：第1特科群（1954年（昭和29年）7月1日編合）
- 廃止　　：2023年（令和5年）3月15日
- 廃止地　：北千歳駐屯地
- 後継部隊：なし
- 備考：

第103特科大隊（廃）
第103特科大隊（だいいちまるさんとっかだいたい、だいひゃくさんとっかだいたい）は、陸上自衛隊北千歳駐屯地に駐屯していた第1特科群隷下の203mm自走榴弾砲を装備する野戦特科部隊で2011年（平成23年）4月22日に廃止された。
- 改編部隊：独立第46特科大隊
- 創設　　：1954年（昭和29年）7月1日
- 編成地　：千歳駐屯地
- 部隊長　：2等陸佐
- 隊旗　　：濃黄の大隊旗
  - 各中隊：濃黄の中隊旗（乙）
- 編成
  - 第103特科大隊本部
  - 本部管理中隊「103特-本」
  - 第1射撃中隊「103特-1」
  - 第2射撃中隊「103特-2」
  - 第3射撃中隊「103特-3」

- 主要装備：

1. 203mm榴弾砲M2：1954年（昭和29年）7月1日
2. 203mm榴弾砲M2：、73式牽引車
3. 203mm自走榴弾砲、87式砲側弾薬車：1987年（昭和62年）3月26日から

- 駐屯地　：

1. 千歳駐屯地：1954年（昭和29年）7月1日（新編）から1954年（昭和29年）8月24日（駐屯地名の改称）の間。
2. 北千歳駐屯地：1954年（昭和29年）8月25日から2011年（平成23年）4月22日（廃止）の間。

- 上級部隊：第1特科群（1954年（昭和29年）7月1日編合）
- 廃止　　：2011年（平成23年）4月22日
- 廃止地　：北千歳駐屯地
- 後継部隊：なし
- 備考：

第104特科大隊（廃）
第104特科大隊（だいいちまるよんとっかだいたい、だいひゃくよんとっかだいたい）は、203mm自走榴弾砲を装備する陸上自衛隊上富良野駐屯地に駐屯していた第4特科群隷下の野戦特科部隊で2024年（令和6年）3月20日に廃止された。
- 改編部隊：独立第71特科大隊
- 創設　　：1954年（昭和29年）7月1日

- 編成地　：千歳駐屯地
- 部隊長　：2等陸佐
- 隊旗　　：濃黄の大隊旗
  - 各中隊：濃黄の中隊旗（乙）
- 編成　　：
  - 第104特科大隊本部
  - 本部管理中隊「104特-本」
  - 第1射撃中隊「104特-1」
  - 第2射撃中隊「104特-2」
  - 第3射撃中隊「104特-3」

- 主要装備：

1. 203mm榴弾砲M2：1954年（昭和29年）7月1日、73式牽引車
2. 203mm自走榴弾砲、87式砲側弾薬車：1988年（昭和63年）3月25日から0

- 駐屯地　：

1. 北千歳駐屯地：1954年（昭和29年）7月1日から1961年（昭和36年）12月3日の間。
2. 上富良野駐屯地：1961年（昭和36年）12月4日から2024年（令和6年）3月20日の間。

- 上級部隊：

1. 第1特科群：1954年（昭和29年）7月1日から1961年（昭和36年）12月3日の間。
2. 第4特科群：1961年（昭和36年）12月4日から2024年（令和6年）3月20日の間。

- 警備隊区：北海道富良野市[6]
- 廃止　　：2024年（令和6年）3月20日
- 廃止地　：上富良野駐屯地
- 後継部隊：なし
- 備考　　：陸上自衛隊で最後となる203mmりゅう弾砲の運用部隊[3]。

第105特科大隊（廃）
第105特科大隊（だいいちまるごとっかだいたい、だいひゃくごとっかだいたい）は、107ｍｍ迫撃砲を装備する陸上自衛隊美幌駐屯地に駐屯していた第4特科群隷下の野戦特科部隊で1969年（昭和44年）3月25日に廃止され、第125特科大隊に改編された。
- 改編部隊：独立第61特科大隊
- 創設　　：1954年（昭和29年）7月1日
- 編成地　：札幌駐屯地
- 部隊長　：2等陸佐
- 隊旗　　：濃黄の大隊旗
  - 各中隊：濃黄の中隊旗（乙）
- 車両表示：105特-X
- 主要装備：107ｍｍ迫撃砲
- 駐屯地　：

1. 札幌駐屯地：1954年（昭和29年）7月1日（新編）から1954年（昭和29年）不明の間。
2. 東千歳駐屯地：1954年（昭和29年）不明から1962年（昭和37年）7月10日の間。
3. 美幌駐屯地：1962年（昭和37年）7月10日から1969年（昭和44年）3月25日（部隊廃止）の間。

- 上級部隊：

1. 北部方面特科団：1954年（昭和29年）7月1日から
2. 第1特科団：1954年（昭和29年）7月1日から
3. 第4特科群：1956年（昭和31年）1月15日から1969年（昭和44年）3月25日（部隊廃止）の間。

- 廃止　　：1969年（昭和44年）3月25日
- 廃止地　：美幌駐屯地
- 後継部隊：第125特科大隊（北千歳駐屯地）
- 備考　　：

#### 第106特科大隊・第107特科大隊（高射火器装備大隊）
第106特科大隊（高射特科）（廃）
第106特科大隊（だいいちまるろくとっかだいたい、だいひゃくろくとっかだいたい）は、陸上自衛隊真駒内駐屯地に駐屯していた第1高射特科群隷下の40mm高射機関砲を装備する高射特科部隊で1959年（昭和34年）3月11日に廃止された。
- 改編部隊：独立第47特科大隊
- 創設　　：1954年（昭和29年）7月1日
- 編成地　：函館駐屯地
- 部隊長　：2等陸佐
- 隊旗　　：濃黄の大隊旗
  - 各中隊：濃黄の中隊旗（乙）
- 車両表示：106特-X
- 主要装備：40mm高射機関砲
- 駐屯地　：

1. 函館駐屯地：1954年（昭和29年）7月1日から1954年（昭和29年）12月14日の間。
2. 東千歳駐屯地：1954年（昭和29年）12月15日から1955年（昭和30年）11月9日の間。
3. 真駒内駐屯地：1955年（昭和30年）11月10日から1959年（昭和34年）3月11日（部隊廃止）の間。

- 上級部隊：

1. 不明：1954年（昭和29年）7月1日から1954年（昭和29年）9月24日の間。
2. 第1高射特科群：1954年（昭和29年）9月25日（編合）から1959年（昭和34年）3月11日（部隊廃止）の間。

- 廃止　　：1959年（昭和34年）3月11日
- 廃止地　：真駒内駐屯地
- 後継部隊：なし
- 備考　　：

第107特科大隊（高射特科）（廃）
第107特科大隊（だいいちまるななとっかだいたい、だいひゃくななとっかだいたい）は、陸上自衛隊松戸駐屯地に駐屯していた第1管区隊隷下の90mm高射砲を装備する高射特科部隊である。
- 改編部隊：独立第81特科大隊
- 創設　　：1954年（昭和29年）7月1日
- 編成地　：習志野駐屯地
- 部隊長　：2等陸佐
- 隊旗　　：濃黄の大隊旗
  - 各中隊：濃黄の中隊旗（乙）
- 車両表示：107特-X
- 主要装備：90mm高射砲
- 編成　　：
  - 第107特科大隊本部
  - 本部中隊「107特-本」
  - 第1射撃中隊「107特-1」
  - 第2射撃中隊「107特-2」
  - 第3射撃中隊「107特-3」
  - 第4射撃中隊「107特-4」
- 駐屯地　：

1. 習志野駐屯地：1954年（昭和29年）7月1日から1956年（昭和31年）1月14日の間。
2. 横浜駐屯地：1956年（昭和31年）1月15日から1966年（昭和41年）3月28日の間。
  - 本部中隊：北軽井沢
  - 第1射撃中隊：子安台分屯地
  - 第2射撃中隊：岸根町分屯地
  - 第3射撃中隊：岡村町分屯地
  - 第4射撃中隊：花見台分屯地
3. 松戸駐屯地：1966年（昭和41年）3月[7]
  - 第2射撃中隊：朝霞駐屯地　1966年（昭和41年）3月29日から（廃止日不明）の間。

- 上級部隊：

1. 陸上自衛隊高射学校
2. 第1管区隊

- 廃止　　：不明
- 廃止地　：朝霞駐屯地
- 後継部隊：なし

- 備考　　：

#### 第108特科大隊～第114特科大隊（砲身砲装備大隊）
第108特科大隊（廃）
第108特科大隊（だいいちまるはちとっかだいたい、だいひゃくはちとっかだいたい）は、陸上自衛隊富士駐屯地に駐屯していた野戦特科部隊で1961年（昭和36年）8月16日に廃止された。
- 改編部隊：第1特科連隊第3大隊
- 創設　　：1954年（昭和29年）9月25日
- 編成地　：富士駐屯地
- 部隊長　：2等陸佐
- 隊旗　　：濃黄の大隊旗
  - 各中隊：濃黄の中隊旗（乙）
- 車両表示：108特-X
- 主要装備：
- 上級部隊：不明
- 廃止　　：1961年（昭和36年）8月16日
- 廃止地　：富士駐屯地
- 後継部隊：特科教導隊
- 備考　　：

第109特科大隊（廃）
第109特科大隊（だいいちまるきゅうとっかだいたい、だいひゃくきゅうとっかだいたい）は、陸上自衛隊仙台駐屯地に駐屯していた第2特科群隷下の155mm加農砲M2を装備する野戦特科部隊で1998年（平成10年）3月26日に廃止された。
- 創設　　：1954年（昭和29年）10月5日
- 編成地　：宇都宮駐屯地
- 部隊長　：2等陸佐
- 隊旗　　：濃黄の大隊旗
  - 各中隊：濃黄の中隊旗（乙）
- 車両表示：109特-X
- 主要装備：
  1. 155mm加農砲M2：1954年（昭和29年）10月5日から
  2. 155mm加農砲M2、73式牽引車
- 駐屯地　：

1. 宇都宮駐屯地：1954年（昭和29年）10月5日（新編）から1958年 （昭和33年）3月24日の間。
2. 南仙台駐屯地：1958年（昭和33年）3月25日から1960年（昭和35年）8月11日の間。
3. 仙台駐屯地：1960年（昭和35年）8月12日[8]から1998年（平成10年）3月26日（廃止）の間。

- 上級部隊：

1. 不明：1954年（昭和29年）10月5日（新編）から1958年（昭和33年）3月24日（南仙台駐屯地へ移駐）の間。
2. 第2特科群：1958年（昭和33年）3月25日（宇都宮駐屯地から移駐）から1998年（平成10年）3月26日（廃止）の間。

- 廃止　　：1998年（平成10年）3月26日
- 廃止地　：仙台駐屯地
- 後継部隊：なし
- 備考　　：

第110特科大隊（廃）
第110特科大隊（だいいちいちまるとっかだいたい、だいひゃくじゅうとっかだいたい）は、陸上自衛隊仙台駐屯地に駐屯していた第2特科群隷下の203mm自走榴弾砲を装備する野戦特科部隊で2007年（平成19年）3月29日に廃止された。
- 創設　　：1954年（昭和29年）9月25日

- 編成地　：姫路駐屯地
- 部隊長　：2等陸佐
- 隊旗　　：濃黄の大隊旗
  - 各中隊：濃黄の中隊旗（乙）
- 車両表示：110特-X
- 主要装備：

1. 203mm榴弾砲M2：1954年（昭和29年）9月25日
2. 203mm榴弾砲M2、73式牽引車：
3. 203mm自走榴弾砲、87式砲側弾薬車：

- 駐屯地　：

1. 姫路駐屯地：1954年（昭和29年）9月25日から1958年（昭和33年）3月24日の間。
2. 南仙台駐屯地：1958年（昭和33年）3月25日から1960年（昭和35年）8月11日の間。
3. 仙台駐屯地：1960年（昭和35年）8月12日[8]から2007年（平成19年）3月29日（廃止）の間。

- 上級部隊：

1. 第3管区隊：1954年（昭和29年）9月25日から1958年（昭和33年）3月24日の間。
2. 第2特科群：1958年（昭和33年）3月25日から2007年（平成19年）3月29日（廃止）の間。

- 廃止　　：2007年（平成19年）3月29日
- 廃止地　：仙台駐屯地
- 後継部隊：なし
- 備考　　：

第111特科大隊（廃）
第111特科大隊（だいいちいちいちまるとっかだいたい、だいひゃくじゅういちとっかだいたい）は、陸上自衛隊湯布院駐屯地に駐屯していた第3特科群隷下の203mm榴弾砲を装備する野戦特科部隊で1996年（平成8年）3月28日に廃止された。
- 創設　　：1954年（昭和29年）9月25日
- 編成地　：久留米駐屯地
- 部隊長　：2等陸佐
- 隊旗　　：濃黄の大隊旗
  - 各中隊：濃黄の中隊旗（乙）
- 車両表示：111特-X
- 主要装備：
  1. 203mm榴弾砲M2：1954年（昭和29年）9月25日
  2. 203mm榴弾砲M2、73式牽引車：
- 駐屯地　：

1. 久留米駐屯地：1954年（昭和29年）9月25日から1954年（昭和29年）10月15日の間。
2. 前川原駐屯地：1954年（昭和29年）10月16日から[12]1957年（昭和32年）12月15日の間。
3. 旧別府駐屯地：1957年（昭和32年）12月16日[13][14]から1966年（昭和41年）3月8日の間。
4. 湯布院駐屯地：1966年（昭和41年）3月9日から1996年（平成8年）3月28日（廃止）の間。

- 上級部隊：第3特科群
- 廃止　　：1996年（平成8年）3月28日
- 廃止地　：湯布院駐屯地
- 後継部隊：第128特科大隊

- 備考　　：

第112特科大隊（廃）
第112特科大隊（だいいちいちにまるとっかだいたい、だいひゃくじゅうにとっかだいたい）は、陸上自衛隊湯布院駐屯地に駐屯していた西部方面特科隊隷下の203mm自走榴弾砲を装備する野戦特科部隊で1996年（平成8年）3月28日に廃止された。
- 創設　　：1954年（昭和29年）9月25日

- 編成地　：久留米駐屯地

- 部隊長　：2等陸佐
- 隊旗　　：濃黄の大隊旗
  - 各中隊：濃黄の中隊旗（乙）
- 車両表示：112特-X
- 主要装備：

1. 203mm榴弾砲M2：1954年（昭和29年）9月25日から
2. 203mm自走榴弾砲、87式砲側弾薬車：1992年（平成4年）3月27日から
3. 120mm迫撃砲 RT：2017年（平成27年）から（改編後の装備転換を目的に装備。）

- 警備隊区：大分県豊後大野市
- 駐屯地　：

1. 久留米駐屯地：1954年（昭和29年）9月25日から1954年（昭和29年）10月15日の間。
2. 前川原駐屯地：1954年（昭和29年）10月16日から1957年（昭和32年）3月24日の間。
3. 久留米駐屯地：1957年（昭和32年）3月25日から1957年（昭和32年）12月13日の間。
4. 旧別府駐屯地：1957年（昭和32年）12月14日から1977年（昭和52年）4月27日の間。
5. 湯布院駐屯地：1977年（昭和52年）4月28日から2018年（平成30年）3月27日の間。

- 上級部隊：

1. 第3特科群：1954年（昭和29年）9月25日から
2. 西部方面特科隊：2003年（平成15年）3月27日から2018年（平成30年）3月27日の間。

- 廃止　　：2018年（平成30年）3月27日
- 廃止地　：湯布院駐屯地
- 後継部隊：水陸機動団特科大隊

- 備考　　：装備転換のため、最終年度は120mm迫撃砲を装備。

第113特科大隊（廃）
第113特科大隊（だいいちいちさんまるとっかだいたい、だいひゃくじゅうさんとっかだいたい）は、陸上自衛隊真駒内駐屯地に駐屯していた第4特科群隷下の107mm迫撃砲を装備する野戦特科部隊で1961年（昭和36年）2月28日に廃止された。
- 創設　　：1954年（昭和29年）9月25日
- 編成地　：札幌駐屯地
- 部隊長　：2等陸佐
- 隊旗　　：濃黄の大隊旗
  - 各中隊：濃黄の中隊旗（乙）
- 車両表示：113特-X
- 主要装備：107mm迫撃砲
- 駐屯地　：

1. 札幌駐屯地:1954年（昭和29年）9月25日（新編）から移駐時期不明
2. 東千歳駐屯地：移駐時期不明から1959年（昭和34年）8月19日の間。
3. 真駒内駐屯地：1959年（昭和34年）8月20日から1961年（昭和36年）2月28日（廃止）の間。

- 上級部隊：

1. 不明：1954年（昭和29年）9月25日（新編）から1956年（昭和31年）1月14日の間。
2. 第4特科群：1956年（昭和31年）1月15日から1961年（昭和36年）2月28日（廃止）の間。

- 廃止　　：1961年（昭和36年）2月28日
- 廃止地　：真駒内駐屯地
- 後継部隊：第11・第23・第24普通科連隊の一部（編成要員）

- 備考　　：第7師団および第11普通科連隊改編の際、第113特科大隊第1中隊は第23普通科連隊（廃止）の編成要員に、第113特科大隊第2中隊は第24普通科連隊の編成要員に、第113特科大隊第3中隊は第11普通科連隊の連隊改編（3個大隊→4個中隊化）の要員に充当された。

第114特科大隊（廃）
第114特科大隊（だいいちいちよんまるとっかだいたい、だいひゃくじゅうよんとっかだいたい）は、陸上自衛隊飯塚駐屯地に駐屯していた第3特科群隷下の107mm迫撃砲を装備する野戦特科部隊で1971年（昭和46年）3月25日に廃止された。
- 創設　　：1954年（昭和29年）10月15日
- 編成地　：針尾駐屯地
- 部隊長　：2等陸佐
- 隊旗　　：濃黄の大隊旗
  - 各中隊：濃黄の中隊旗（乙）
- 車両表示：114特-X
- 主要装備：M2 107mm迫撃砲
- 駐屯地　：

1. 針尾駐屯地：1954年（昭和29年）10月15日（新編）から1957年（昭和32年）9月1日の間。
2. 玖珠駐屯地：1957年（昭和32年）9月2日から1966年（昭和41年）3月9日の間。
3. 飯塚駐屯地：1966年（昭和41年）3月10日から1971年（昭和46年）3月25日（廃止）の間。

- 上級部隊：第3特科群　1954年（昭和29年）10月15日から1971年（昭和46年）3月25日の間。
- 廃止　　：1971年（昭和46年）3月25日
- 廃止地　：飯塚駐屯地[15]
- 後継部隊：第126特科大隊

- 備考　　：

#### 第115特科大隊・第116特科大隊（高射火器装備大隊）
第115特科大隊（高射特科）（廃）
第115特科大隊（だいいちいちごとっかだいたい、だいひゃくじゅうごとっかだいたい）は、陸上自衛隊下志津駐屯地に駐屯していた第2高射特科群隷下の高射火器を装備する高射特科部隊で1959年（昭和34年）3月21日に廃止された。
- 創設　　：不明
- 編成地　：不明
- 部隊長　：2等陸佐
- 隊旗　　：濃黄の大隊旗
  - 各中隊：濃黄の中隊旗（乙）
- 車両表示：115特-X
- 主要装備：40mm高射機関砲
- 上級部隊：

1. 陸上自衛隊高射学校：1954年（昭和29年）8月20日から1956年（昭和31年）1月24日の間。
2. 第2高射特科群：1956年（昭和31年）1月25日から1959年（昭和34年）3月21日の間。

- 廃止　　：1959年（昭和34年）3月21日
- 廃止地　：下志津駐屯地
- 後継部隊：第123特科大隊、第124特科大隊に改編。

- 備考　　：

第116特科大隊（高射特科）（廃）
第116特科大隊（だいいちいちろくとっかだいたい、だいひゃくじゅうろくとっかだいたい）は、陸上自衛隊飯塚駐屯地に駐屯していた西部方面隊直轄の高射火器を装備する高射特科部隊で1971年（昭和46年）3月25日に廃止された。
- 創設　　：1954年（昭和29年）9月25日
- 編成地　：浜松駐屯地
- 部隊長　：2等陸佐
- 隊旗　　：濃黄の大隊旗
  - 各中隊：濃黄の中隊旗（乙）
- 車両表示：116特-X
- 主要装備：90mm高射砲
- 駐屯地　：

1. 浜松駐屯地：1954年（昭和29年）9月25日から1954年（昭和29年）10月19日の間。
2. 東千歳駐屯地：1954年（昭和29年）10月20日から1970年（昭和45年）8月4日の間。
3. 飯塚駐屯地：1970年（昭和45年）8月5日から1971年（昭和46年）3月25日（廃止）の間。

- 上級部隊：

1. 第1高射特科群：1954年（昭和29年）9月25日から
2. 西部方面隊：1970年（昭和45年）8月5日から

- 廃止　　：1971年（昭和46年）3月25日
- 廃止地　：飯塚駐屯地
- 後継部隊：第3高射特科群（飯塚駐屯地）
- 備考　　：第116特科大隊を母隊として、第3高射特科群（ホーク装備）を新編（第311、312、313、314高射中隊）。

#### 第117特科大隊（74式自走105mmりゅう弾砲装備大隊）
第117特科大隊（廃）
第117特科大隊（だいひゃくじゅうななとっかだいたい）は、陸上自衛隊上富良野駐屯地に駐屯していた第4特科群隷下の74式自走105mmりゅう弾砲を装備する野戦特科部隊で2000年（平成12年）3月28日に廃止された。
- 創設　　：1956年（昭和31年）1月15日
- 編成地　：東千歳駐屯地
- 部隊長　：2等陸佐
- 隊旗　　：濃黄の大隊旗
  - 各中隊：濃黄の中隊旗（乙）
- 廃止時の編成：
  - 第117特科大隊本部
  - 本部管理中隊「117特-本」
  - 第1射撃中隊「117特-1」：74式自走105mmりゅう弾砲5門装備
  - 第2射撃中隊「117特-2」：74式自走105mmりゅう弾砲5門装備
  - 第3射撃中隊「117特-3」：74式自走105mmりゅう弾砲5門装備
  - 第4射撃中隊「117特-4」：74式自走105mmりゅう弾砲5門装備
- 主要装備：74式自走105mmりゅう弾砲（1975年（昭和50年）から1978年（昭和53年）にかけて装備され1979年（昭和54年）3月編成完結）
- 駐屯地　：

1. 東千歳駐屯地：1956年（昭和31年）1月15日（新編）から1962年（昭和37年）3月30日の間。
2. 上富良野駐屯地：1962年（昭和37年）3月31日から2000年（平成12年）3月28日（廃止）の間。

- 上級部隊：第4特科群　1956年（昭和31年）1月15日（新編）から2000年（平成12年）3月28日（廃止）の間。
- 廃止　　：2000年（平成12年）3月28日
- 廃止地　：上富良野駐屯地
- 後継部隊：第131特科大隊

- 備考　　：

#### 第118特科大隊・第119特科大隊（高射火器装備大隊）
第118特科大隊（高射特科）（廃）
第118特科大隊（だいひゃくじゅうはちとっかだいたい）は、陸上自衛隊東千歳駐屯地に駐屯していた第1高射特科群隷下の90mm高射砲を装備する高射特科部隊で1972年（昭和47年）3月23 日に廃止された。
- 改編部隊：第116特科大隊
- 創設　　：1956年（昭和31年）1月25日
- 編成地　：東千歳駐屯地
- 部隊長　：2等陸佐
- 隊旗　　：濃黄の大隊旗
  - 各中隊：濃黄の中隊旗（乙）
- 車両表示：118特-X
- 主要装備：90mm高射砲
- 上級部隊：第1高射特科群
- 廃止　　：1972年（昭和47年）3月23 日
- 廃止地　：東千歳駐屯地
- 後継部隊：第4高射特科群

- 備考　　：

第119特科大隊（高射特科）（廃）
第119特科大隊（だいひゃくじゅうきゅうとっかだいたい）は、陸上自衛隊下志津駐屯地に駐屯していた陸上自衛隊高射学校隷下の90mm高射砲を装備する高射特科部隊で1969年（昭和44年）2月28日に廃止された。
- 創設　　：1956年（昭和31年）1月25日
- 編成地　：下志津駐屯地
- 部隊長　：2等陸佐
- 隊旗　　：濃黄の大隊旗
  - 各中隊：濃黄の中隊旗（乙）
- 車両表示：119特-X
- 主要装備：90mm高射砲
- 上級部隊：

1. 第2高射特科群
2. 陸上自衛隊高射学校

- 廃止　　：1969年（昭和44年）2月28日
- 廃止地　：下志津駐屯地
- 後継部隊：高射教導隊

- 備考　　：

#### 第120特科大隊（砲身砲装備大隊）
第120特科大隊（廃）
第120特科大隊（だいいちにいまるとっかだいたい、だいひゃくにじゅうとっかだいたい）は、陸上自衛隊上富良野駐屯地に駐屯していた第4特科群隷下の203mm自走榴弾砲を装備する野戦特科部隊で2017年（平成29年）3月26日に廃止された。
- 創設　　：1958年（昭和33年）6月17日
- 編成地　：東千歳駐屯地
- 部隊長　：2等陸佐
- 隊旗　　：濃黄の大隊旗
  - 各中隊：濃黄の中隊旗（乙）
- 主要装備：

1. 203mm榴弾砲M2：1954年（昭和29年）7月1日から
2. 203mm榴弾砲M2、73式牽引車：
3. 203mm自走榴弾砲、87式砲側弾薬車：1985年（昭和60年）3月20日から

- 廃止時の編成：
  - 第120特科大隊本部
  - 本部管理中隊「120特-本」：82式指揮通信車等装備
  - 第1射撃中隊「120特-1」：203mm自走榴弾砲、87式砲側弾薬車、82式指揮通信車等装備
  - 第2射撃中隊「120特-2」：203mm自走榴弾砲、87式砲側弾薬車、82式指揮通信車等装備
  - 第3射撃中隊「120特-3」：203mm自走榴弾砲、87式砲側弾薬車、82式指揮通信車等装備
- 駐屯地　：

1. 東千歳駐屯地：1958年（昭和33年）6月17日から1962年（昭和37年）3月30日の間。
2. 上富良野駐屯地：1962年（昭和37年）3月31日から2017年（平成29年）3月26日（廃止）の間。

- 上級部隊：第4特科群
- 廃止　　：2017年（平成29年）3月26日
- 廃止地　：上富良野駐屯地
- 後継部隊：なし

- 備考　　：203mm自走榴弾砲の退役に伴い第120特科大隊は廃止。隊員の一部は施設科に職種転換し、第14施設群が受け入れ。

#### 第121特科大隊～第124特科大隊（75mm高射砲M51装備大隊）
第121特科大隊（高射特科）（廃）
第121特科大隊（だいひゃくにじゅういちとっかだいたい）は、陸上自衛隊東千歳駐屯地に駐屯していた第1高射特科群隷下の75mm高射砲M51を装備する高射特科部隊で1965年（昭和40年）1月20日に廃止された。
- 創設　　：1959年（昭和34年）3月12日
- 編成地　：真駒内駐屯地
- 部隊長　：2等陸佐
- 隊旗　　：濃黄の大隊旗
  - 各中隊：濃黄の中隊旗（乙）
- 車両表示：121特-X
- 主要装備：75mm高射砲M51
- 駐屯地　：

1. 真駒内駐屯地：1959年（昭和34年）3月12日から
2. 東千歳駐屯地：1959年（昭和34年）8月20日から

- 上級部隊：第1高射特科群
- 廃止　　：1965年（昭和40年）1月20日
- 廃止地　：東千歳駐屯地
- 後継部隊：なし

- 備考

第122特科大隊（高射特科）（廃）
第122特科大隊（だいひゃくにじゅうにとっかだいたい）は、陸上自衛隊八戸駐屯地に駐屯していた東北方面隊直轄の75mm高射砲M51を装備する高射特科部隊で1973年（昭和48年）3月26日に廃止され、第5高射特科群に改編された。
- 創設　　：1959年（昭和34年）3月12日
- 編成地　：真駒内駐屯地
- 部隊長　：2等陸佐
- 隊旗　　：濃黄の大隊旗
  - 各中隊：濃黄の中隊旗（乙）
- 車両表示：122特-X
- 主要装備：75mm高射砲M51
- 駐屯地　：

1. 真駒内駐屯地：1959年（昭和34年）3月12日から
2. 八戸駐屯地：1959年（昭和34年）3月30日から

- 上級部隊：

1. 不明
2. 第9混成団：1959年（昭和34年）3月30日から
3. 東北方面隊直轄：1962年（昭和37年）8月15日から

- 廃止　　：1973年（昭和48年）3月26日
- 廃止地　：八戸駐屯地
- 後継部隊：第5高射特科群

- 備考　　：

第123特科大隊（高射特科）（廃）
第123特科大隊（だいひゃくにじゅうさんとっかだいたい）は、陸上自衛隊下志津駐屯地に駐屯していた陸上自衛隊高射学校隷下の75mm高射砲M51を装備する高射特科部隊で1970年（昭和45年）8月5日に廃止された。
- 改編部隊：第115特科大隊
- 創設　　：1959年（昭和34年）3月21日
- 編成地　：下志津駐屯地
- 部隊長　：2等陸佐
- 隊旗　　：濃黄の大隊旗
  - 各中隊：濃黄の中隊旗（乙）
- 車両表示：123特-X
- 主要装備：75mm高射砲M51
- 上級部隊：

1. 第2高射特科群：1959年（昭和34年）3月21日から1966年（昭和41年）8月2日
2. 陸上自衛隊高射学校：1966年（昭和41年）8月3日から

- 廃止　　：1970年（昭和45年）8月5日
- 廃止地　：下志津駐屯地
- 後継部隊：高射教導隊第309高射中隊、第310高射中隊

- 備考　　：

第124特科大隊（高射特科）（廃）
第124特科大隊（だいひゃくにじゅうよんとっかだいたい）は、陸上自衛隊朝霞駐屯地に駐屯していた東部方面隊直轄の75mm高射砲M51を装備する高射特科部隊で1972年（昭和47年）７月31日に廃止され、第6高射特科群に改編された。
- 改編部隊：第115特科大隊
- 創設　　：1959年（昭和34年）3月21日
- 編成地　：下志津駐屯地
- 部隊長　：2等陸佐
- 隊旗　　：濃黄の大隊旗
  - 各中隊：濃黄の中隊旗（乙）
- 車両表示：124特-X
- 主要装備：75mm高射砲M51
- 駐屯地　：

1. 下志津駐屯地：1959年（昭和34年）3月21日から1960年（昭和35年）11月9日
2. 朝霞駐屯地：1960年（昭和35年）11月10日から1972年（昭和47年）７月31日

- 上級部隊：

1. 第2高射特科群：1959年（昭和34年）3月21日から1960年（昭和35年）11月9日
2. 東部方面隊直轄：1960年（昭和35年）11月10日から1972年（昭和47年）７月31日

- 廃止　　：1972年（昭和47年）７月31日
- 廃止地　：朝霞駐屯地
- 後継部隊：第6高射特科群

- 備考　　：1972年（昭和47年）8月1日に第6高射特科群が第124特科大隊を母体として朝霞駐屯地で東部方面隊直轄部隊として編成完結。

#### 第125特科大隊～第126特科大隊（67式30型ロケット弾発射機装備大隊）
第125特科大隊（廃）
第125特科大隊（廃）（だいいちにいごとっかだいたい、だいひゃくにじゅうごとっかだいたい）は、陸上自衛隊北千歳駐屯地に駐屯していた第1特科団直轄の67式30型ロケット弾発射機を装備する野戦特科部隊で1992年（平成4年）3月26日に廃止され、第1地対艦ミサイル連隊に改編された。
- 改編部隊：第105特科大隊
- 創設　　：1969年（昭和44年）3月25日
- 編成地　：北千歳駐屯地
- 部隊長　：2等陸佐
- 隊旗　　：濃黄の大隊旗
  - 各中隊：濃黄の中隊旗（乙）
- 編成　　：
  - 第125特科大隊本部
  - 本部管理中隊「125特-本」
  - 第1射撃中隊「125特-1」：67式30型ロケット弾発射機
  - 第2射撃中隊「125特-2」：67式30型ロケット弾発射機
  - 第3射撃中隊「125特-3」：67式30型ロケット弾発射機
  - 第4射撃中隊「125特-4」：67式30型ロケット弾発射機
- 主要装備：67式30型ロケット弾発射機（R-30）
- 上級部隊：第1特科団
- 廃止　　：1992年（平成4年）3月26日
- 廃止地　：北千歳駐屯地
- 後継部隊：第1地対艦ミサイル連隊

- 備考：67式30型ロケット弾発射機（R-30）を装備する最初の部隊として編成。車両の部隊表示は、「125特」。初期は、「特団-125-1中」等。

第126特科大隊（廃）
第126特科大隊（だいいちにいろくとっかだいたい、だいひゃくにじゅうろくとっかだいたい）は、陸上自衛隊美唄駐屯地に駐屯していた第1特科団直轄の67式30型ロケット弾発射機を装備する野戦特科部隊で1993年（平成5年）3月29日に廃止され、第2地対艦ミサイル連隊に改編された。
- 改編部隊：第114特科大隊
- 創設　　：1971年（昭和46年）3月25日
- 編成地　：東千歳駐屯地
- 部隊長　：2等陸佐
- 隊旗　　：濃黄の大隊旗
  - 各中隊：濃黄の中隊旗（乙）
- 編成　　：
  - 第126特科大隊本部
  - 本部管理中隊「126特-本」
  - 第1射撃中隊「126特-1」：67式30型ロケット弾発射機
  - 第2射撃中隊「126特-2」：67式30型ロケット弾発射機
  - 第3射撃中隊「126特-3」：67式30型ロケット弾発射機
  - 第4射撃中隊「126特-4」：67式30型ロケット弾発射機

- 主要装備：67式30型ロケット弾発射機（R-30）
- 駐屯地　：

1. 東千歳駐屯地：1971年（昭和46年）3月25日から
2. 美唄駐屯地：1978年（昭和53年）3月25日から

- 上級部隊：第1特科団
- 廃止　　：1993年（平成5年）3月29日
- 廃止地　：美唄駐屯地
- 後継部隊：第2地対艦ミサイル連隊

- 備考　　：

#### 第127特科大隊～第128特科大隊（75式130mm自走多連装ロケット弾発射機装備大隊）
第127特科大隊（廃）
第127特科大隊（だいいちにいななとっかだいたい、だいひゃくにじゅうななとっかだいたい）は、陸上自衛隊北千歳駐屯地に駐屯していた第1特科群隷下の75式130mm自走多連装ロケット弾発射機を装備する野戦特科部隊で1996年（平成8年）3月28日に廃止され、第129特科大隊に改編された。
- 改編部隊：第301多連装ロケット中隊（上富良野駐屯地）、302多連装ロケット中隊（北千歳駐屯地）
- 創設　　：1995年（平成7年）3月27日
- 編成地　：北千歳駐屯地
- 部隊長　：2等陸佐
- 隊旗　　：濃黄の大隊旗
  - 各中隊：濃黄の中隊旗（乙）
- 編成　　：
  - 第127特科大隊本部
  - 本部管理中隊「127特-本」
  - 第1射撃中隊「127特-1」：75式130mm自走多連装ロケット弾発射機
  - 第2射撃中隊「127特-2」：75式130mm自走多連装ロケット弾発射機
  - 第3射撃中隊「127特-3」：75式130mm自走多連装ロケット弾発射機
- 主要装備：75式130mm自走多連装ロケット弾発射機
- 上級部隊：第1特科群
- 廃止　　：1996年（平成8年）3月28日
- 廃止地　：北千歳駐屯地
- 後継部隊：第129特科大隊

- 備考：北部方面隊の独立多連装ロケット中隊2個を集約し編成。

第128特科大隊（廃）
第128特科大隊（だいいちにいはちとっかだいたい、だいひゃくにじゅうはちとっかだいたい）は、陸上自衛隊湯布院駐屯地に駐屯していた第3特科群隷下の75式130mm自走多連装ロケット弾発射機を装備する野戦特科部隊で2002年（平成14年）3月26日に廃止され、第132特科大隊に改編された。
- 改編部隊：第111特科大隊
- 創設　　：1996年（平成8年）3月29日
- 編成地　：湯布院駐屯地
- 部隊長　：2等陸佐
- 隊旗　　：濃黄の大隊旗
  - 各中隊：濃黄の中隊旗（乙）
- 編成　　：
  - 第128特科大隊本部
  - 本部管理中隊「128特-本」
  - 第1射撃中隊「128特-1」：75式130mm自走多連装ロケット弾発射機
  - 第2射撃中隊「128特-2」：75式130mm自走多連装ロケット弾発射機
  - 第3射撃中隊「128特-3」：75式130mm自走多連装ロケット弾発射機
- 主要装備：75式130mm自走多連装ロケット弾発射機
- 上級部隊：第3特科群
- 廃止　　：2002年（平成14年）3月26日
- 廃止地　：湯布院駐屯地
- 後継部隊：第132特科大隊
- 備考　　：３個中隊編成。北海道以外で唯一のMSSR配備部隊。

#### 第129特科大隊～第133特科大隊（多連装ロケットシステム装備大隊）
第129特科大隊
第129特科大隊（だいいちにいきゅうとっかだいたい、だいひゃくにじゅうきゅうとっかだいたい）は、陸上自衛隊北千歳駐屯地に駐屯する第1特科群隷下の多連装ロケットシステムを装備する野戦特科部隊である。
- 改編部隊：第127特科大隊
- 創設　　：1996年（平成8年）3月29日
- 編成地　：北千歳駐屯地
- 部隊長　：2等陸佐
- 隊旗　　：濃黄の大隊旗
  - 各中隊：濃黄の中隊旗（乙）
- 編成　　：
  - 第129特科大隊本部
  - 本部管理中隊「129特-本」
    - 中隊本部
    - 大隊本部班
    - 測量班
    - 通信小隊
    - 補給班
    - 衛生班

  - 第1射撃中隊「129特-1」
    - 中隊本部
    - 指揮小隊
    - 第1射撃小隊：多連装ロケットシステム
    - 第2射撃小隊：多連装ロケットシステム
    - 弾薬小隊

  - 第2射撃中隊「129特-2」：多連装ロケットシステム
  - 第3射撃中隊「129特-3」：多連装ロケットシステム
- 主要装備：多連装ロケットシステム
- 上級部隊：第1特科群
- 備考　　：

第130特科大隊（廃）
第130特科大隊（だいいちさんまるとっかだいたい、だいひゃくさんじゅうとっかだいたい）は、陸上自衛隊仙台駐屯地に駐屯していた東北方面特科隊隷下の多連装ロケットシステムを装備する野戦特科部隊で2019年（平成31年）3月26日に廃止された。
- 改編部隊：第109特科大隊
- 創設　　：1998年（平成10年）3月26日
- 編成地　：仙台駐屯地
- 部隊長　：2等陸佐
- 隊旗　　：濃黄の大隊旗
  - 各中隊：濃黄の中隊旗（乙）
- 編成　　：
  - 第130特科大隊本部
  - 本部管理中隊「130特-本」
    - 中隊本部
    - 大隊本部班
    - 測量班
    - 通信小隊
    - 補給班
    - 衛生班

  - 第1射撃中隊「130特-1」
    - 中隊本部
    - 指揮小隊
    - 第1射撃小隊：多連装ロケットシステム
    - 第2射撃小隊：多連装ロケットシステム
    - 弾薬小隊

  - 第2射撃中隊「130特-2」：多連装ロケットシステム
  - 第3射撃中隊「130特-3」：多連装ロケットシステム
- 主要装備：多連装ロケットシステム
- 上級部隊：

1. 第2特科群：1998年（平成10年）3月26日から
2. 東北方面特科隊：2010年（平成22年）3月26日から

- 廃止　　：2019年（平成31年）3月26日
- 廃止地　：仙台駐屯地
- 後継部隊：なし

- 備考　　：多連装ロケットシステムの用途縮小を受け、2019年（平成31年）3月に廃止。

第131特科大隊
第131特科大隊（だいいちさんいちとっかだいたい、だいひゃくさんじゅういちとっかだいたい）は、陸上自衛隊上富良野駐屯地に駐屯する第1特科群隷下の多連装ロケットシステムを装備する野戦特科部隊である。
- 改編部隊：第117特科大隊
- 創設　　：2000年（平成12年）3月28日
- 編成地　：上富良野駐屯地
- 部隊長　：2等陸佐
- 隊旗　　：濃黄の大隊旗
  - 各中隊：濃黄の中隊旗（乙）
- 編成　　：
  - 第131特科大隊本部
  - 本部管理中隊「131特-本」
    - 中隊本部
    - 大隊本部班
    - 測量班
    - 通信小隊
    - 補給班
    - 衛生班

  - 第1射撃中隊「131特-1」
    - 中隊本部
    - 指揮小隊
    - 第1射撃小隊：多連装ロケットシステム
    - 第2射撃小隊：多連装ロケットシステム
    - 弾薬小隊

  - 第2射撃中隊「131特-2」：多連装ロケットシステム
  - 第3射撃中隊「131特-3」：多連装ロケットシステム
- 主要装備：多連装ロケットシステム
- 上級部隊：

1. 第4特科群：2000年（平成12年）3月28日から2024年（令和06年）3月20日の間。
2. 第1特科群：2024年（令和06年）3月21日から

- 警備隊区：北海道南富良野町、占冠村[18]（2000年（平成12年）3月28日から2024年（令和06年）3月20日の間。）
- 備考　　：2024年（令和6年）3月20日をもって警備任務を解除。南富良野町を第14施設群、占冠村を第2戦車連隊に移管。

第132特科大隊（廃）
第132特科大隊（だいいちさんにとっかだいたい、だいひゃくさんじゅうにとっかだいたい）は、陸上自衛隊湯布院駐屯地に駐屯していた西部方面特科隊隷下の多連装ロケットシステムを装備する野戦特科部隊で2023年（令和5年）3月16日に廃止され、第301多連装ロケット中隊に改編された。
- 改編部隊：第128特科大隊

- 創設　　：2002年（平成14年）3月27日
- 編成地　：湯布院駐屯地
- 部隊長　：2等陸佐
- 隊旗　　：濃黄の大隊旗
  - 各中隊：濃黄の中隊旗（乙）
- 編成　　：
  - 第132特科大隊本部
  - 本部管理中隊「132特-本」
    - 中隊本部
    - 大隊本部班
    - 測量班
    - 通信小隊
    - 補給班
    - 衛生班

  - 第1射撃中隊「132特-1」
    - 中隊本部
    - 指揮小隊
    - 第1射撃小隊：多連装ロケットシステム
    - 第2射撃小隊：多連装ロケットシステム
    - 弾薬小隊

  - 第2射撃中隊「132特-2」：多連装ロケットシステム
  - 第3射撃中隊「132特-3」：多連装ロケットシステム
- 主要装備：多連装ロケットシステム
- 上級部隊：

1. 第3特科群：2002年（平成14年）3月27日から
2. 西部方面特科隊：2003年（平成15年）3月27日から

- 廃止　　：2023年（令和5年）3月16日
- 廃止地　：湯布院駐屯地
- 後継部隊：第301多連装ロケット中隊[3][19]
- 警備隊区：大分県佐伯市・豊後大野市
- 備考　　：当初は廃止予定であったが、中隊規模への縮小改編となった。

第133特科大隊（廃）
第133特科大隊（だいいちさんさんとっかだいたい、だいひゃくさんじゅうさんとっかだいたい）は、陸上自衛隊真駒内駐屯地に駐屯していた第1特科群隷下の多連装ロケットシステムを装備する野戦特科部隊で2019年（平成31年）3月26日に廃止された。
- 創設　　：2004年（平成16年）3月29日
- 編成地　：真駒内駐屯地
- 部隊長　：2等陸佐
- 隊旗　　：濃黄の大隊旗
  - 各中隊：濃黄の中隊旗（乙）
- 編成　　：
  - 第133特科大隊本部
  - 本部管理中隊「133特-本」
    - 中隊本部
    - 大隊本部班
    - 測量班
    - 通信小隊
    - 補給班
    - 衛生班

  - 第1射撃中隊「133特-1」：多連装ロケットシステム
    - 中隊本部
    - 指揮小隊
    - 第1射撃小隊：多連装ロケットシステム
    - 第2射撃小隊：多連装ロケットシステム
    - 弾薬小隊

  - 第2射撃中隊「133特-2」：多連装ロケットシステム
  - 第3射撃中隊「133特-3」：多連装ロケットシステム
- 主要装備：多連装ロケットシステム
- 上級部隊：第1特科群
- 廃止　　：2019年（平成31年）3月26日[20]
- 廃止地　：真駒内駐屯地
- 後継部隊：なし

- 備考　　：編成された独立特科大隊では最後に編成。火砲定数・MLRSの用途縮小を受けて部隊廃止。

## 独立地対艦ミサイル中隊
独立地対艦ミサイル中隊（どくりつちたいかんミサイルちゅうたい）は、地対艦ミサイルを装備する陸上自衛隊の野戦特科部隊である。第301から第304中隊は、第5地対艦ミサイル連隊隷下に12式地対艦誘導弾システムを装備し逐次編成され、2024年（令和6年）3月に第7地対艦ミサイル連隊のナンバー中隊へと改編された。第305中隊は第3地対艦ミサイル連隊に、第306中隊は、第1地対艦ミサイル連隊に88式地対艦誘導弾システム装備して隷属している。
地対艦ミサイル中隊の概要
第301地対艦ミサイル中隊（だいさんまるいちちたいかんミサイルちゅうたい）は、陸上自衛隊瀬戸内分屯地に駐屯していた第5地対艦ミサイル連隊隷下の野戦特科（地対艦ミサイル）部隊で2024年（令和6年）3月20日に廃止された。
- 創設　　：2019年（平成31年）3月26日
- 編成地　：瀬戸内分屯地
- 車両表示：301地対艦
- 隊旗　　：濃黄の中隊旗（甲）
- 主要装備：12式地対艦誘導弾システム
- 上級部隊：第5地対艦ミサイル連隊
- 廃止　　：2024年（令和6年）3月20日
- 廃止地　：瀬戸内分屯地
- 後継部隊：第7地対艦ミサイル連隊第1地対艦ミサイル中隊

- 備考　　：

第302地対艦ミサイル中隊（だいさんまるにちたいかんミサイルちゅうたい）は、陸上自衛隊宮古島駐屯地に駐屯していた第5地対艦ミサイル連隊隷下の野戦特科（地対艦ミサイル）部隊で2024年（令和6年）3月20日に廃止された。
- 創設　　：2020年（令和2年）3月26日

- 編成地　：宮古島駐屯地
- 車両表示：302地対艦
- 隊旗　　：濃黄の中隊旗（甲）
- 主要装備：12式地対艦誘導弾システム
- 上級部隊：第5地対艦ミサイル連隊
- 廃止　　：2024年（令和6年）3月20日
- 廃止地　：宮古島駐屯地
- 後継部隊：第7地対艦ミサイル連隊第2地対艦ミサイル中隊

- 備考　　：

第303地対艦ミサイル中隊（だいさんまるさんちたいかんミサイルちゅうたい）は、陸上自衛隊石垣駐屯地に駐屯していた第5地対艦ミサイル連隊隷下の野戦特科（地対艦ミサイル）部隊で2024年（令和6年）3月20日に廃止された。
- 創設　　：2022年（令和4年）3月17日

- 編成地　：石垣駐屯地
- 車両表示：302地対艦
- 隊旗　　：濃黄の中隊旗（甲）
- 主要装備：12式地対艦誘導弾システム
- 上級部隊：第5地対艦ミサイル連隊
- 廃止　　：2024年（令和6年）3月20日
- 廃止地　：石垣駐屯地
- 後継部隊：第7地対艦ミサイル連隊第3地対艦ミサイル中隊

- 備考　　：

第304地対艦ミサイル中隊（だいさんまるよんちたいかんミサイルちゅうたい）は、陸上自衛隊健軍駐屯地に駐屯していた第5地対艦ミサイル連隊隷下の野戦特科（地対艦ミサイル）部隊で2024年（令和6年）3月20日に廃止された。
- 創設　　：2023年（令和5年）3月16日

- 編成地　：健軍駐屯地
- 車両表示：302地対艦
- 隊旗　　：濃黄の中隊旗（甲）
- 主要装備：12式地対艦誘導弾システム
- 上級部隊：第5地対艦ミサイル連隊
- 廃止　　：2024年（令和6年）3月20日
- 廃止地　：健軍駐屯地
- 後継部隊：第7地対艦ミサイル連隊第4地対艦ミサイル中隊

- 備考　　：勝連分屯地に移駐し、第7地対艦ミサイル連隊第4地対艦ミサイル中隊に改編。

第305地対艦ミサイル中隊（だいさんまるごちたいかんミサイルちゅうたい）は、陸上自衛隊上富良野駐屯地に駐屯する第3地対艦ミサイル連隊隷下の野戦特科（地対艦ミサイル）部隊である。
- 創設　　：2023年（令和5年）3月16日[21]

- 編成地　：上富良野駐屯地
- 車両表示：302地対艦
- 隊旗　　：濃黄の中隊旗（甲）
- 主要装備：88式地対艦誘導弾システム
- 上級部隊：第3地対艦ミサイル連隊
- 備考　　：

第306地対艦ミサイル中隊（だいさんまるろくちたいかんミサイルちゅうたい）は、陸上自衛隊北千歳駐屯地に駐屯する第1地対艦ミサイル連隊隷下の野戦特科（地対艦ミサイル）部隊である。
- 創設　　：2024年（令和6年）3月21日[22]。

- 編成地　：北千歳駐屯地
- 車両表示：302地対艦
- 隊旗　　：濃黄の中隊旗（甲）
- 主要装備：88式地対艦誘導弾システム
- 上級部隊：第1地対艦ミサイル連隊
- 備考　　：

## 観測中隊
観測中隊（かんそくちゅうたい）は、方面隊直轄の野戦特科部隊である。各方面隊（中部方面隊を除く。）に1個ずつ第301から第304の4個中隊が編成されていたが、第301観測中隊を除き2023年（令和5年）3月15日に廃止された。第301観測中隊は第１特科団に編合されており、独立特科大隊への支援を行う。
師団特科部隊およびそれを継承する方面特科連隊には同様の任務、装備を持った情報中隊、便宜上、これらの中隊についても記載する。

### 観測中隊一覧
中部方面隊には、中部方面特科隊が松山駐屯地に駐屯していたが第14特科隊を改編した大隊規模の部隊のため編成されなかった。
※太字は、廃止部隊
- 第301観測中隊「301観」（北千歳駐屯地）第1特科団：

- 第302観測中隊「302観」（湯布院駐屯地）西部方面特科隊：2023年（令和5年）3月15日廃止。西部方面特科連隊情報中隊に編入[23]。0
- 第303観測中隊「303観」（富士駐屯地）特科教導隊：2023年（令和05年）3月15日廃止[24]。特科教導隊情報中隊に改編。
- 第304観測中隊「304観」（仙台駐屯地）東北方面特科隊：2023年（令和05年）3月15日廃止[25]。

### 観測中隊の概要
第301観測中隊
第301観測中隊（だいさんまるいちかんそくちゅうたい）は、陸上自衛隊北千歳駐屯地に駐屯する第1特科団隷下の野戦特科部隊である。
- 改編部隊：独立第1観測中隊
- 創設　　：1954年（昭和29年）7月1日
- 編成地　：千歳駐屯地
- 隊旗　　：濃黄の中隊旗（甲）
- 車両表示：301観
- 駐屯地　：

1. 千歳駐屯地（北千歳駐屯地）：1954年（昭和29年）7月1日から
2. 東千歳駐屯地：1957年（昭和32年）11月25日から
3. 北千歳駐屯地：1962年（昭和37年）1月18日から

- 主要装備：対砲レーダ装置 JTPS-P16、対迫レーダ装置 JMPQ-P13[26]等
- 上級部隊：第1特科団
- 備考　　：

第302観測中隊（廃止）
第302観測中隊（だいさんまるにかんそくちゅうたい）は、陸上自衛隊湯布院駐屯地に駐屯していた西部方面特科隊隷下の野戦特科部隊で2023年（令和5年）3月16日に廃止された。
- 創設　　：1956年（昭和31年）1月25日
- 編成地　：前川原駐屯地
- 隊旗　　：濃黄の中隊旗（甲）
- 車両表示：302観
- 駐屯地　：

1. 前川原駐屯地：1956年（昭和31年）1月25日（新編）から1957年（昭和32年）3月23日
2. 別府駐屯地：1957年（昭和32年）3月24日から1977年（昭和52年）4月27日
3. 湯布院駐屯地：1977年（昭和52年）4月28日から2023年（令和5年）3月16日

- 主要装備：対砲レーダ装置、遠隔操縦観測システム（FFOS）等
- 上級部隊：

1. 第3特科群：1956年 （昭和31年）1月25日から
2. 西部方面特科隊 ：2003年 （平成15年）3月27日から

- 警備隊区：大分県竹田市（2023年（令和5年）3月16日まで）
- 廃止　　：2023年（令和5年）3月16日
- 廃止地　：湯布院駐屯地
- 後継部隊：西部方面特科連隊情報中隊（増強要員）[27]
- 備考　　：

第303観測中隊（廃止）
第303観測中隊（だいさんまるさんかんそくちゅうたい）は、陸上自衛隊富士駐屯地に駐屯していた特科教導隊隷下の野戦特科部隊で2023年（令和5年）3月15日に廃止され特科教導隊情報中隊に改編された。
- 創設　　：1957年（昭和32年）11月20日
- 編成地　：富士駐屯地
- 隊旗　　：濃黄の中隊旗（甲）
- 車両表示：303観
- 上級部隊：

1. 第108特科大隊
2. 特科教導隊：1961年（昭和36年）8月17日から

- 主要装備：対砲レーダ装置 JTPS-P16、対迫レーダ装置 JMPQ-P13、遠隔操縦観測システム（FFOS）[28]
- 廃止　　：2023年（令和5年）3月15日
- 廃止地　：富士駐屯地
- 後継部隊：特科教導隊情報中隊
- 備考　　：

第304観測中隊（廃止）
第304観測中隊（だいさんまるよんかんそくちゅうたい）は、陸上自衛隊仙台駐屯地に駐屯していた東北方面特科隊隷下の野戦特科部隊で2023年（令和5年）3月15日に廃止された。
- 改編部隊：東北方面観測中隊
- 創設　　：1979年（昭和54年）3月26日
- 編成地　：仙台駐屯地
- 隊旗　　：濃黄の中隊旗（甲）
- 車両表示：304観
- 上級部隊：

1. 第2特科群：1979年（昭和54年）3月26日から
2. 東北方面特科隊：2010年（平成22年）3月26日から

- 主要装備：対砲レーダ装置等
- 廃止　　：2023年（令和5年）3月15日
- 廃止地　：仙台駐屯地
- 後継部隊：なし
- 備考　　：

## 情報中隊
情報中隊（じょうほうちゅうたい）は、特科連隊隷下の野戦特科部隊である。方面特科連隊、師団特科連隊等の隷下に直轄中隊として編成されている。対砲レーダ装置を装備している。

### 情報中隊一覧
- 第2特科連隊情報中隊「2特-情」（旭川駐屯地）第2師団：1979年（昭和54年）3月26日新編。
- 第7特科連隊情報中隊「7特-情」（東千歳駐屯地）第7師団：1994年（平成6年）3月28日新編。
- 東北方面特科連隊情報中隊「東北特-情」（岩手駐屯地）東北方面隊直轄：2020年（令和2年）3月26日新編。
- 東部方面特科連隊情報中隊「東方特-情」（北富士駐屯地）東部方面隊直轄：2023年（令和5年）3月16日新編。
- 中部方面特科連隊情報中隊「中方特-情」（姫路駐屯地）中部方面隊直轄：2024年（令和6年）3月21日新編。
- 西部方面特科連隊情報中隊「西特-情」（北熊本駐屯地）第2特科団：2018年（平成30年）3月27日新編。
- 特科教導隊情報中隊「特教-情」（富士駐屯地）特科教導隊：2023年（令和5年）3月16日新編。

廃止された情報中隊
特科連隊隷下には情報中隊が編成されていたが、特科隊へ改編された特科連隊の情報中隊は、第1特科隊、第3特科隊以外は廃止された。
- 第1特科連隊情報中隊「1特-情」（北富士駐屯地）第1師団：2002年（平成14年）3月26日廃止。第1特科隊情報中隊に改編。
- 第1特科隊情報中隊「1特-情」（北富士駐屯地）第1師団：2023年（令和5年）3月16日廃止。東部方面特科連隊情報中隊の一部へ改編。
- 第3特科連隊情報中隊「3特-情」（姫路駐屯地）第3師団：2006年（平成18年）3月26日廃止。第3特科隊情報中隊に改編。
- 第3特科隊情報中隊「3特-情」（姫路駐屯地）第3師団：2024年（令和06年）3月20日廃止。中部方面特科連隊情報中隊へ改組。
- 第4特科連隊情報中隊「4特-情」（久留米駐屯地）第4師団：2019年（平成31年）3月25日廃止。西部方面特科連隊情報中隊の一部へ改編。
- 第5特科連隊情報中隊「5特-情」（帯広駐屯地）第5師団：2004年（平成16年）3月28日廃止。
- 第10特科連隊情報中隊「10特-情」（豊川駐屯地）第10師団：2024年（令和06年）3月20日廃止。中部方面特科連隊情報中隊第2小隊へ改組。
- 第11特科連隊情報中隊「11特-情」（真駒内駐屯地）第11師団：2008年（平成20年）3月25日廃止。
- 第12特科連隊情報中隊「12特-情」（宇都宮駐屯地）第12師団：2001年（平成13年）3月26日廃止。
- 第13特科連隊情報中隊「13特-情」（日本原駐屯地）第13師団：1999年（平成11年）3月28日廃止。

## 火力誘導中隊
火力誘導中隊（かりょくゆうどうちゅうたい）は、水陸機動団特科大隊隷下の野戦特科部隊である。前線航空管制による近接航空支援を誘導する機能を有している。
火力誘導中隊の一覧
- 水陸機動団特科大隊火力誘導中隊「水機団 特-誘」（湯布院駐屯地）水陸機動団：2018年（平成30年）3月27日新編。

## 観測中隊・情報中隊等の配置・沿革

### 観測中隊・情報中隊等の配置
北海道
- 北部方面隊
  - 第2師団
    - 第2特科連隊
      - 情報中隊（旭川駐屯地）

  - 第7師団
    - 第7特科連隊
      - 情報中隊（東千歳駐屯地）

  - 第1特科団
    - 第301観測中隊（北千歳駐屯地）

岩手県
- 東北方面隊
  - 東北方面特科連隊
    - 情報中隊（岩手駐屯地）

山梨県
- 東部方面隊
  - 東部方面特科連隊
    - 情報中隊（北富士駐屯地）

静岡県
- 防衛大臣直轄部隊
  - 富士教導団：富士学校隷属
    - 特科教導隊
      - 情報中隊（富士駐屯地）

栃木県
- 東部方面隊
  - 東部方面特科連隊
    - 情報中隊
      - 第2情報小隊（宇都宮駐屯地）

兵庫県
- 中部方面隊
  - 中部方面特科連隊
    - 情報中隊（姫路駐屯地）

愛知県
- 中部方面特科連隊
  - 情報中隊
    - 第2情報小隊（豊川駐屯地）

岡山県
- 中部方面隊
  - 中部方面特科連隊
    - 情報中隊
      - 第3情報小隊（日本原駐屯地）

愛媛県
- 中部方面隊
  - 中部方面特科連隊
    - 情報中隊
      - 第4情報小隊（松山駐屯地）

熊本県
- 西部方面隊
  - 第2特科団
    - 西部方面特科連隊
      - 情報中隊（北熊本駐屯地）

長崎県
- 陸上総隊直轄部隊
  - 水陸機動団
    - 特科大隊
      - 火力誘導中隊（湯布院駐屯地）

### 観測中隊・情報中隊等の沿革
観測中隊の編成
- 1953年（昭和28年）5月16日：独立第1観測中隊が千歳駐屯地において編成完結。
- 1954年（昭和29年）7月1日：独立第1観測中隊（千歳駐屯地）が第301観測中隊に改編。
- 1956年（昭和31年）1月25日：第302観測中隊が前川原駐屯地に新編。第3特科群に編合。
- 1957年（昭和32年）
  - 3月24日：第302観測中隊を主力として別府駐屯地への移転準備のため別府派遣隊を編成、別府駐屯地となる米軍キャンプ・チッカマウガ敷地の警備を開始。
  - 11月20日：第303観測中隊が富士駐屯地において編成完結。
  - 11月25日：第301観測中隊が北千歳駐屯地から東千歳駐屯地へ移駐。
- 1961年（昭和36年）8月17日：第303観測中隊が特科教導隊に編合。

- 1962年（昭和37年）1月18日：第301観測中隊が東千歳駐屯地から北千歳駐屯地へ移駐。
- 1976年（昭和51年）3月25日：東北方面観測中隊が仙台駐屯地に新編。
- 1977年（昭和52年）4月28日：第302観測中隊が別府駐屯地から湯布院駐屯地へ移駐。

情報中隊等の編成
- 1979年（昭和54年）3月26日：

1. 東北方面観測中隊を第304観測中隊に改編。
2. 第2特科連隊本部中隊情報小隊を改編し、第2特科連隊情報中隊が旭川駐屯地に新編。

- 1980年（昭和55年）3月25日：第5特科連隊本部中隊情報小隊を改編し、第5特科連隊情報中隊が帯広駐屯地に新編。
- 1981年（昭和56年）：第302観測中隊に対砲レーダー装置、音源標定装置を装備。
- 1982年（昭和57年）3月25日：第11特科連隊本部中隊情報小隊を改編し、第11特科連隊情報中隊が真駒内駐屯地に新編。
- 1986年（昭和61年）3月25日：第9特科連隊本部中隊情報小隊を改編し、第9特科連隊情報中隊が岩手駐屯地に新編。
- 1987年（昭和62年）3月26日：

1. 第4特科連隊本部中隊情報小隊を改編し、第4特科連隊情報中隊が久留米駐屯地に新編。
2. 第6特科連隊本部中隊情報小隊を改編し、第6特科連隊情報中隊が郡山駐屯地に新編。

- 1988年（昭和63年）3月25日：

1. 第8特科連隊本部中隊情報小隊を改編し、第8特科連隊情報中隊が北熊本駐屯地に新編。
2. 第10特科連隊本部中隊情報小隊を改編し、第10特科連隊情報中隊が豊川駐屯地に新編。

- 1989年（平成元年）3月24日：第12特科連隊本部中隊情報小隊を改編し、第12特科連隊情報中隊が宇都宮駐屯地に新編。
- 1990年（平成02年）3月26日：第3特科連隊本部中隊情報小隊を改編し、第3特科連隊情報中隊を姫路駐屯地に新編。
- 1994年（平成06年）3月28日：第7特科連隊本部中隊情報小隊を改編し、第7特科連隊情報中隊が東千歳駐屯地に新編。
- 1999年（平成11年）3月28日：第13特科連隊情報中隊（日本原駐屯地）が廃止。
- 2001年（平成13年）3月26日：第12特科連隊情報中隊（宇都宮駐屯地）が廃止。
- 2002年（平成14年）3月27日：第1特科連隊情報中隊（北富士駐屯地）を廃止・改編し、第1特科隊情報中隊が北富士駐屯地に新編。
- 2003年（平成15年）3月27日：第302観測中隊が西部方面特科隊に編合。
- 2004年（平成16年）
  - 3月28日：第5特科連隊情報中隊（帯広駐屯地）が廃止。
  - 3月29日：第302観測中隊隷下に空中標定小隊（遠隔操縦観測システムを運用）が新編。
- 2006年（平成18年）3月27日：第3特科連隊情報中隊（姫路駐屯地）を廃止・改編し、第3特科隊情報中隊が姫路駐屯地に新編。
- 2008年（平成20年）3月25日：第11特科連隊情報中隊（真駒内駐屯地）が廃止。
- 2010年（平成22年）3月26日：第304観測中隊が東北方面特科隊に編合。
- 2018年（平成30年）3月27日：

1. 水陸機動団特科大隊火力誘導中隊を湯布院駐屯地に新編。
2. 第8特科連隊情報中隊（北熊本駐屯地）を廃止・改編し、西部方面特科連隊情報中隊を北熊本駐屯地に新編。

- 2019年（平成31年）3月25日：第4特科連隊情報中隊（久留米駐屯地）が廃止。
- 2020年（令和02年）3月26日：第6特科連隊情報中隊（郡山駐屯地）、第9特科連隊情報中隊（岩手駐屯地）を廃止・改編し、東北方面特科連隊情報中隊を岩手駐屯地に新編。

観測中隊の廃止
- 2023年（令和05年）
  - 3月15日：第304観測中隊（仙台駐屯地）が廃止[29]。
  - 3月16日：

  1. 第1特科隊情報中隊（北富士駐屯地）を廃止・改編し、東部方面特科連隊情報中隊を北富士駐屯地に新編。第2情報小隊を宇都宮駐屯地に配置。
  2. 第302観測中隊（湯布院駐屯地）を廃止[30]し、第302観測中隊の人員・装備をもって西部方面特科連隊情報中隊を増強改編。
  3. 第303観測中隊（富士駐屯地）を廃止・改編し、特科教導隊情報中隊を富士駐屯地に新編[24]。
- 2024年（令和06年）3月21日：第3特科隊情報中隊（姫路駐屯地）、第10特科連隊情報中隊（豊川駐屯地）を廃止・改編し、中部方面特科連隊情報中隊を姫路駐屯地に新編。第2情報小隊を豊川駐屯地、第3情報小隊を日本原駐屯地、第4情報小隊を松山駐屯地に配置。

## 多連装ロケット中隊・多連装ロケットを装備した大隊
多連装ロケット中隊（たれんそうロケットちゅうたい）は、多連装ロケットシステムMLRSを装備する野戦特科部隊である。かつては陸上自衛隊で運用されていた75式130mm自走多連装ロケット弾発射機を装備する野戦特科部隊を指していた。
最初に特科教導隊第５射撃中隊および武器学校に装備され学生教育が開始された。次に第7師団を除く北部方面隊の師団の特科連隊の第5特科大隊第12射撃中隊等を改編して多連装ロケット中隊が逐次編成されていった。師団の規模により小隊数に差があった。師団特科連隊への配備が完了後、独立部隊として北部方面隊の第1特科群および第4特科群に各1個中隊が編合された。1995年（平成7年）から方面隊直轄の多連装ロケット中隊が多連装ロケットシステムMLRSの装備を予定する独立特科大隊に改編されたのを皮切りに各師団の多連装ロケット中隊も師団の改編とともに逐次廃止されていった。第2特科連隊の多連装ロケット中隊は増強されて、多連装ロケットを装備する第5特科大隊（4個射撃中隊編成）に改編されたが2003年（平成15年）3月には75式自走155mmりゅう弾砲に装備を更新している。最後に残った第11特科連隊多連装ロケット中隊も2005年（平成17年）3月に廃止され、75式130mm自走多連装ロケット弾発射機を装備する部隊は全廃となった。
2023年（令和5年）3月、MLRSを装備する西部方面特科隊第132特科大隊が廃止となった。当初本部付隊への改編予定とされていたが、1個射撃中隊を残して廃止され、残された中隊が第301多連装ロケット中隊となり、名称が復活した。

### 75式130mm自走多連装ロケット弾発射機を装備した多連装ロケット中隊の一覧
- 特科教導隊特科教導隊第5射撃中隊（富士駐屯地）富士教導団：多連装ロケットシステムMLRSに装備を更新。
- 第301多連装ロケット中隊(初代)（上富良野駐屯地）第4特科群：1995年（平成7年）3月27日廃止。
- 第302多連装ロケット中隊（北千歳駐屯地）第1特科群：1995年（平成7年）3月27日廃止。
- 第2特科連隊多連装ロケット中隊（旭川駐屯地）第2師団：1995年（平成7年）3月27日廃止。
- 第5特科連隊多連装ロケット中隊（帯広駐屯地）第5師団：2004年（平成16年）3月28日廃止。
- 第11特科連隊多連装ロケット中隊（真駒内駐屯地）第11師団：2005年（平成17年）3月28日廃止。

### 75式130mm自走多連装ロケット弾発射機を装備した大隊の一覧
- 第127特科大隊（北千歳駐屯地）第1特科群：1996年（平成8年）3月27日廃止。詳細は、第127特科大隊を参照。
- 第128特科大隊（湯布院駐屯地）第3特科群：2002年（平成14年）3月26日廃止。詳細は、第128特科大隊を参照。
- 第2特科連隊第5特科大隊（旭川駐屯地）第2師団：2003年（平成15年）3月27日廃止。詳細は、第2特科連隊を参照。

### 多連装ロケットシステムMLRSを装備した独立特科大隊の一覧
第129特科大隊からは多連装ロケットシステムMLRSを装備する独立特科大隊として、各特科群（方面特科隊）に1個大隊（第1特科群は2個大隊）ずつ5個大隊が編成された。削減政策のため3個大隊が廃止となっている。2024年（令和6年）3月21日に第1特科団隷下の第1特科群に集約された。
※　太字は、廃止部隊。
- 第129特科大隊（北千歳駐屯地）第1特科群：
- 第130特科大隊（仙台駐屯地）東北方面特科隊：2019年（平成31年）3月26日廃止。
- 第131特科大隊（上富良野駐屯地）第1特科群：2024年（令和6年）3月21日第1特科群へ隷属変更。
- 第132特科大隊（湯布院駐屯地）西部方面特科隊：2023年（令和5年）3月15日廃止。第301多連装ロケット中隊に縮小改編。
- 第133特科大隊（真駒内駐屯地）第1特科群：2019年（平成31年）3月26日廃止。

### 多連装ロケットシステムMLRSを装備した独立中隊の一覧
- 第301多連装ロケット中隊(二代)（湯布院駐屯地）第2特科団：2023年（令和5年）3月16日新編。

### 多連装ロケットステムMLRSを装備した部隊の配置
北海道
- 北部方面隊
  - 第1特科団
    - 第1特科群
      - 第129特科大隊（北千歳駐屯地）
      - 第131特科大隊（上富良野駐屯地）

  - 北部方面混成団
    - 第1陸曹教育隊
      - 特科教育中隊（東千歳駐屯地）

静岡県
- 防衛大臣直轄部隊
  - 富士教導団：富士学校隷属
    - 特科教導隊
      - 第5射撃中隊（富士駐屯地）

大分県
- 西部方面隊
  - 第2特科団
    - 第301多連装ロケット中隊（湯布院駐屯地）

### 多連装ロケット中隊・大隊の沿革
75式130mm自走多連装ロケット弾発射機装備部隊の新編
- 1978年（昭和53年）3月：特科教導隊第5射撃中隊を富士駐屯地に新編。
- 1979年（昭和54年）3月26日：第2特科連隊第5特科大隊第12射撃中隊を廃止・改編し、第2特科連隊多連装ロケット中隊が旭川駐屯地に新編。

- 1980年（昭和55年）3月25日：第5特科連隊第5特科大隊の一部を廃止・改編し、第5特科連隊多連装ロケット中隊が帯広駐屯地に新編。
- 1982年（昭和57年）3月25日：第11特科連隊第5特科大隊第12射撃中隊を廃止・改編し、第11特科連隊多連装ロケット中隊が真駒内駐屯地に新編。
- 1984年（昭和59年）3月26日：第301多連装ロケット中隊（初代）を上富良野駐屯地に新編。第4特科群に編合。
- 1985年（昭和60年）3月20日：第302多連装ロケット中隊を北千歳駐屯地に新編。第1特科群に編合。
- 1995年（平成7年）
  - 3月27日：第2特科連隊多連装ロケット中隊（旭川駐屯地）が廃止。
  - 3月28日：

  1. 第301多連装ロケット中隊（初代）（上富良野駐屯地）、第302多連装ロケット中隊（北千歳駐屯地）を廃止・改編し、第127特科大隊を北千歳駐屯地に新編。
  2. 第2特科連隊第5特科大隊（75式130mm自走多連装ロケット弾発射機装備・4個射撃中隊）を旭川駐屯地で改編。

多連装ロケットシステム装備部隊の新編
- 1996年（平成8年）3月29日：

1. 第127特科大隊（北千歳駐屯地）を廃止・改編し、第129特科大隊（多連装ロケットシステム装備）を北千歳駐屯地に新編。
2. 第128特科大隊（75式130mm自走多連装ロケット弾発射機装備）が湯布院駐屯地に新編。

- 1998年（平成10年）3月26日：第109特科大隊（仙台駐屯地：155mm加農砲装備） を廃止・改編し、第130特科大隊（多連装ロケットシステム装備）が仙台駐屯地に新編。
- 2000年（平成12年）第117特科大隊（上富良野駐屯地：74式自走105mmりゅう弾砲装備）を廃止・改編し、第131特科大隊（多連装ロケットシステム装備）を上富良野駐屯地に新編。
- 2002年（平成14年）3月27日：第128特科大隊（湯布院駐屯地）を廃止・改編し、第132特科大隊（多連装ロケットシステム装備）を湯布院駐屯地に新編。
- 2003年（平成15年）3月27日：第2特科連隊第5特科大隊（旭川駐屯地）を改編。多連装ロケットを廃止し、各射撃中隊の装備を75式自走155mmりゅう弾砲に換装。
- 2004年（平成16年）
  - 3月28日：第5特科連隊多連装ロケット中隊（帯広駐屯地）が廃止。
  - 3月29日：第133特科大隊（多連装ロケットシステム装備）を真駒内駐屯地に新編。

75式130mm自走多連装ロケット弾発射機装備部隊の全廃止
- 2005年（平成17年）3月28日：第11特科連隊多連装ロケット中隊（真駒内駐屯地）が廃止。

多連装ロケットシステム装備部隊の廃止開始
- 2019年（平成31年）3月26日：

1. 第130特科大隊（仙台駐屯地）を廃止し、装備する多連装ロケットシステムを用途廃止。
2. 第133特科大隊（真駒内駐屯地）を廃止し、装備する多連装ロケットシステムを用途廃止。

- 2023年（令和05年）3月15日：第132特科大隊（湯布院駐屯地）を廃止・改編し、第301多連装ロケット中隊（二代目）に湯布院駐屯地で縮小改編[4]。
- 2024年（令和06年）3月21日：

1. 第131特科大隊（上富良野駐屯地）が第1特科群に編合。
2. 第301多連装ロケット中隊（二代目）が第2特科団に編合。

### 独立多連装ロケット中隊の概要
第301多連装ロケット中隊（初代）（だいさんまるいちたれんそうロケットちゅうたい）は、75式130mm自走多連装ロケット弾発射機を装備する陸上自衛隊上富良野駐屯地に駐屯していた第4特科群隷下の野戦特科部隊で、1995年（平成7年）3月27日に廃止し第127特科大隊に改編された。
- 創設　　：1984年（昭和59年）3月26日
- 編成地　：上富良野駐屯地
- 部隊長　：3等陸佐
- 隊旗　　：濃黄の中隊旗（甲）
- 車両表示：301多
- 主要装備：75式130mm自走多連装ロケット弾発射機、75式自走地上風測定装置
- 上級部隊：第4特科群
- 廃止　　：1995年（平成7年）3月27日
- 廃止地　：上富良野駐屯地
- 後継部隊：第127特科大隊
- 備　　考：第301多連装ロケット中隊と第302多連装ロケット中隊の人員、装備を集約して第127特科大隊に改編。

第302多連装ロケット中隊（だいさんまるにたれんそうロケットちゅうたい）は、75式130mm自走多連装ロケット弾発射機を装備する陸上自衛隊北千歳駐屯地に駐屯していた第1特科群隷下の野戦特科部隊で、1995年（平成7年）3月27日に廃止し第127特科大隊に改編された。
- 創設　　：1985年（昭和60年）3月20日
- 編成地　：北千歳駐屯地
- 部隊長　：3等陸佐
- 隊旗　　：濃黄の中隊旗（甲）
- 車両表示：302多
- 主要装備：75式130mm自走多連装ロケット弾発射機、75式自走地上風測定装置
- 上級部隊：第1特科群
- 廃止　　：1995年（平成7年）3月27日
- 廃止地　：北千歳駐屯地
- 後継部隊：第127特科大隊
- 備　　考：第301多連装ロケット中隊と第302多連装ロケット中隊の人員、装備を集約して第127特科大隊に改編。

第301多連装ロケット中隊（二代）（だいさんまるいちたれんそうロケットちゅうたい）は、多連装ロケットシステムを装備し陸上自衛隊湯布院駐屯地に駐屯する第2特科団隷下の野戦特科部隊である。
- 改編部隊：第132特科大隊
- 創設　　：2023年（令和5年）3月15日
- 編成地　：湯布院駐屯地
- 部隊長　：3等陸佐
- 隊旗　　：濃黄の中隊旗（甲）
- 車両表示：301多連装
- 主要装備：多連装ロケットシステム、82式指揮通信車
- 警備隊区：大分県佐伯市・豊後大野市

- 上級部隊：

1. 西部方面特科隊：2023年（令和5年）3月月17日から
2. 第2特科団：2024年（令和6年）3月21日から0

- 備　　考：第132特科大隊の一部の装備、人員を基幹として編成。陸上自衛隊で初めて「廃止した部隊とは別の部隊が称号を引き継いだ」部隊となった。

## 特科団本部中隊
特科団本部中隊（とっかだんほんぶちゅうたい）は、特科団隷下の野戦特科部隊である。

### 特科団本部中隊の一覧
- 第1特科団本部中隊（北千歳駐屯地）第1特科団
- 第2特科団本部中隊（湯布院駐屯地）第2特科団

### 特科団本部中隊の概要
第1特科団本部中隊（だいいちとっかだんほんぶちゅうたい）は、陸上自衛隊北千歳駐屯地（北海道千歳市）に駐屯する第1特科団隷下の野戦特科部隊である。
- 改編部隊：北部方面特科団本部中隊
- 創設　　：1954年（昭和29年）7月1日
- 編成地　：札幌駐屯地
- 部隊長　：3等陸佐
- 隊旗　　：濃黄の中隊旗（甲）
- 車両表示：1特団-本
- 主要装備：82式指揮通信車

- 駐屯地　：

1. 札幌駐屯地：1954年（昭和29年）7月1日から
2. 東千歳駐屯地：1954年（昭和29年）9月20日から
3. 北千歳駐屯地：1962年（昭和37年）1月18日から

- 上級部隊：第1特科団
- 備考　　：

第2特科団本部中隊（だいにとっかだんほんぶちゅうたい）は、陸上自衛隊湯布院駐屯地（大分県由布市）に駐屯する第2特科団隷下の野戦特科部隊である。
- 改編部隊：西部方面特科隊本部中隊
- 創設　　：2024年（令和6年）3月21日
- 編成地　：湯布院駐屯地
- 部隊長　：3等陸佐
- 隊旗　　：濃黄の中隊旗（甲）
- 車両表示：2特団-本
- 主要装備：82式指揮通信車
- 警備隊区：大分県由布市
- 上級部隊：第2特科団
- 備考　　：

### 特科団本部中隊の沿革
- 1952年（昭和27年）
  - 10月15日：北部方面特科団本部中隊が宇都宮駐屯地において編成完結。
  - 12月10日：北部方面特科団本部中隊が宇都宮駐屯地から札幌駐屯地へ移駐。

- 1954年（昭和29年）
  - 7月1日：北部方面特科団本部中隊（札幌駐屯地）が第1特科団本部中隊に称号変更。
  - 9月20日：第1特科団本部中隊が札幌駐屯地から東千歳駐屯地へ移駐。

- 1962年（昭和37年）1月18日：第1特科団本部中隊が東千歳駐屯地から北千歳駐屯地へ移駐。
- 2024年（令和6年）3月21日：第2特科団本部中隊を湯布院駐屯地に新編。

## 特科群本部中隊
特科群本部中隊（とっかぐんんほんぶちゅうたい）は、特科群隷下の野戦特科部隊である。

### 特科群本部中隊の一覧
太字は、廃止部隊。
- 第1特科群本部中隊（北千歳駐屯地）第1特科群
- 第2特科群本部中隊（仙台駐屯地）第2特科群：2010年（平成22年）3月25日廃止。
- 第3特科群本部中隊（湯布院駐屯地）第3特科群：2003年（平成15年）3月26日廃止。
- 第4特科群本部中隊（上富良野駐屯地）第4特科群：2024年（令和6年）3月20日廃止。

### 特科群本部中隊の概要
第1特科群本部中隊（だいいちとっかぐんほんぶちゅうたい）は、陸上自衛隊北千歳駐屯地（北海道千歳市）に駐屯する第1特科群隷下の野戦特科部隊である。
- 改編部隊：独立第1特科群本部中隊
- 創設　　：1954年（昭和29年）7月1日
- 編成地　：千歳駐屯地
- 部隊長　：3等陸佐
- 隊旗　　：濃黄の中隊旗（甲）
- 車両表示：1特群-本
- 主要装備：82式指揮通信車

- 駐屯地　：

1. 千歳駐屯地：1954年（昭和29年）7月1日から
2. 北千歳駐屯地：1954年（昭和29年）8月25日から

- 上級部隊：第1特科群
- 備考　　：

第2特科群本部中隊（だいにとっかぐんほんぶちゅうたい）は、陸上自衛隊仙台駐屯地（宮城県仙台市宮城野区）に駐屯していた第2特科群隷下の野戦特科部隊で2010年（平成22年）3月25日に廃止された。
- 創設　　：1954年（昭和29年）9月25日
- 編成地　：富士駐屯地
- 部隊長　：3等陸佐
- 隊旗　　：濃黄の中隊旗（甲）
- 車両表示：2特群-本
- 主要装備：82式指揮通信車

- 駐屯地　：

1. 富士駐屯地：1954年（昭和29年）9月25日から
2. 南仙台駐屯地：1958年（昭和33年）3月25日から
3. 仙台駐屯地：1960年（昭和35年）8月12日から

- 上級部隊：第2特科群

- 廃止　　：2010年（平成22年）3月25日
- 廃止地　：仙台駐屯地
- 後継部隊：東北方面特科隊本部中隊
- 備考　　：

第3特科群本部中隊（だいさんとっかぐんほんぶちゅうたい）は、陸上自衛隊湯布院駐屯地（大分県由布市）に駐屯していた第3特科群隷下の野戦特科部隊で2003年（平成15年）3月26日に廃止された。
- 創設　　：1954年（昭和29年）9月25日
- 編成地　：久留米駐屯地
- 部隊長　：3等陸佐
- 隊旗　　：濃黄の中隊旗（甲）
- 車両表示：3特群-本
- 上級部隊：第3特科群
- 主要装備：82式指揮通信車

- 駐屯地　：

1. 久留米駐屯地：1954年（昭和29年）9月25日から
2. 前川原駐屯地：1954年（昭和29年）10月16日から
3. 旧別府駐屯地：1957年（昭和32年）12月14日から
4. 湯布院駐屯地：1977年（昭和52年）4月28日から

- 廃止　　：2003年（平成15年）3月26日
- 廃止地　：湯布院駐屯地
- 後継部隊：西部方面特科隊本部中隊
- 備考　　：

第4特科群本部中隊（だいよんとっかぐんほんぶちゅうたい）は、陸上自衛隊上富良野駐屯地（北海道空知郡上富良野町）に駐屯していた第4特科群隷下の野戦特科部隊で2024年（令和6年）3月20日に廃止された。
- 創設　　：1956年（昭和31年）1月15日
- 編成地　：東千歳駐屯地
- 部隊長　：3等陸佐
- 隊旗　　：濃黄の中隊旗（甲）
- 車両表示：4特群-本
- 主要装備：82式指揮通信車

- 駐屯地　：

1. 東千歳駐屯地：1954年（昭和29年）9月25日から
2. 上富良野駐屯地：1962年（昭和37年）3月1日から

- 上級部隊：第4特科群
- 廃止　　：2024年（令和06年）3月20日
- 廃止地　：上富良野駐屯地
- 後継部隊：なし
- 備考　　：

### 特科群本部中隊の沿革
- 1952年（昭和27年）
  - 10月15日：独立第1特科群本部中隊が習志野駐屯地に新編。
  - 11月18日：独立第1特科群本部中隊が習志野駐屯地から宇都宮駐屯地へ移駐。
  - 12月15日：独立第1特科群本部中隊が宇都宮駐屯地から千歳駐屯地へ移駐。

- 1954年（昭和29年）
  - 7月1日：独立第1特科群本部中隊が第1特科群本部中隊に称号変更。
  - 9月25日：

  1. 第2特科群本部中隊が富士駐屯地に新編。
  2. 第3特科群本部中隊が久留米駐屯地に新編。

  - 10月16日：第3特科群本部中隊が久留米駐屯地から前川原駐屯地へ移駐。

- 1956年（昭和31年）1月15日：第4特科群本部中隊が東千歳駐屯地において編成完結。
- 1957年（昭和32年）12月14日：第3特科群本部中隊が前川原駐屯地から旧別府駐屯地へ移駐。
- 1958年（昭和33年）3月25日：第2特科群本部中隊が富士駐屯地から南仙台駐屯地へ移駐。
- 1962年（昭和37年）3月1日：第4特科群本部中隊が東千歳駐屯地から上富良野駐屯地へ移駐[31]。
- 1977年（昭和52年）4月28日：第3特科群本部中隊が旧別府駐屯地から湯布院駐屯地へ移駐。

- 2003年（平成15年）3月26日：第3特科群本部中隊（湯布院駐屯地）が廃止。
- 2010年（平成22年）3月25日：第2特科群本部中隊（仙台駐屯地）が廃止。
- 2024年（令和06年）3月20日：第4特科群本部中隊（上富良野駐屯地）が廃止[32]。